# Parlament Europeu
El Parlament Europeu (Europarlament, Eurocambra o PE) és la institució parlamentària de la Unió Europea (UE), elegida per sufragi directe. Exerceix la funció legislativa de la UE juntament amb el Consell de la Unió Europea (Consell) i la Comissió Europea (CE). És considerat una de les assemblees legislatives més poderoses del món. Es compon de 720 eurodiputats, que representen el segon electorat democràtic més gran del món (després del que representa el Parlament de l'Índia), així com l'electorat democràtic transnacional més gran (400 milions de votants el 2019).
El 1979 fou elegit per sufragi universal per primera vegada i des d'aleshores s'han anat celebrant eleccions al Parlament Europeu cada cinc anys. Tanmateix, a partir de les segones eleccions, la participació entrà en un llarg declivi que no s'interrompé fins al 2019, quan augmentà en 8 punts percentuals i superà la barrera del 50% per primera vegada des del 1994. L'edat de vot és de 18 anys a tots els estats membres tret de Grècia, on és de 17, i Àustria, Alemanya, Bèlgica i Malta on és de 16.
Malgrat que disposa de competències legislatives que no tenen ni el Consell ni la Comissió, el Parlament Europeu manca d'iniciativa legislativa formal, a diferència de la majoria de parlaments nacionals dels estats membres. El Parlament és la «primera institució» de la UE i té les mateixes competències legislatives i pressupostàries que el Consell (excepte en els àmbits en els quals s'apliquen procediments legislatius especials). A més a més, disposa d'un control equitatiu sobre el pressupost de la UE. Finalment, la Comissió Europea, que és l'òrgan executiu de la UE, està obligada a retre comptes davant del Parlament, que accepta o rebutja el candidat proposat pel Consell com a president de la Comissió així com la Comissió en el seu conjunt, a més de poder forçar-ne la dimissió mitjançant una moció de censura.
L'actual presidenta del Parlament Europeu és Roberta Metsola (PPE), elegida el gener del 2022. Hi ha diversos partits amb representació a la cambra, els més grans dels quals són el Grup del Partit Popular Europeu (PPE) i l'Aliança Progressista de Socialistes i Demòcrates (S&D). Les últimes eleccions a escala europea foren les eleccions al Parlament Europeu del 2024. El Parlament Europeu opera des de tres ciutats: Brussel·les (Bèlgica), Luxemburg i Estrasburg (França). Les oficines administratives (o Secretaria General) es troben a Luxemburg i les sessions plenàries se celebren a Estrasburg i Brussel·les, ciutat on també es reuneixen les comissions.
El Parlament Europeu té 32 oficines d'informació repartides pels diferents estats membres, incloent-hi l'Oficina del Parlament Europeu a Barcelona.

## Història
Igual que les altres institucions, el Parlament tenia un nom diferent de l'actual quan es reuní per primera vegada l'1 de setembre del 1952. La seva llarga història, que en fa una de les institucions comunes més antigues, es remunta a l'Assemblea Comuna de la Comunitat Europea del Carbó i de l'Acer (CECA). Aquest òrgan era una assemblea consultiva composta de 78 diputats dels parlaments nacionals dels estats membres i mancava de competències legislatives. David Farrell, catedràtic de la Universitat de Manchester, destacà els nombrosos canvis esdevinguts des de la fundació de l'Assemblea:
| « | Durant gran part de la seva existència, el Parlament Europeu podria haver estat titllat, amb raó, de "tertúlia multilingüe". Tanmateix, les coses han canviat: actualment, el PE és una de les assemblees legislatives més poderoses del món tant pel que fa a competències legislatives com pel que fa al seu control sobre l'executiu. | » |

L'evolució del Parlament des de la seva fundació reflecteix el fet que les estructures de la Unió no han anat seguint un full de ruta clar en el seu desenvolupament. T. R. Reid, columnista del Washington Post, escrigué: «Ningú no hauria dissenyat expressament un govern tan complex i redundant com la UE». Fins i tot la ubicació de les seus del Parlament, que ha canviat diverses vegades, ha estat un tema conflictiu.

### Assemblea consultiva
La Declaració Schuman no feia cap menció d'un ens parlamentari. En el transcurs de les negociacions posteriors, sorgí la idea d'una assemblea a part que fes de contrapès al poder executiu i dotés les institucions europees de més legitimitat democràtica. El text del Tractat de la CECA, incloent-hi l'expressió «representants dels pobles», feu palesa la voluntat dels líders d'establir quelcom que fos més que una simple assemblea consultiva i obrí la possibilitat d'elegir aquest òrgan per sufragi directe. La importància de l'Assemblea quedà patent des del principi, quan se li encarregà l'elaboració d'un projecte de tractat per crear una comunitat política europea. El 13 de setembre del 1952 es creà una assemblea ad hoc per redactar un projecte constitucional que preveia l'establiment d'una «Cambra dels Pobles», elegida per sufragi universal, i un «Senat dels Pobles», compost de representants dels parlaments estatals. Tanmateix, el rebuig de l'Assemblea Nacional francesa a la Comunitat Europea de Defensa conduí a l'abandonament del projecte.

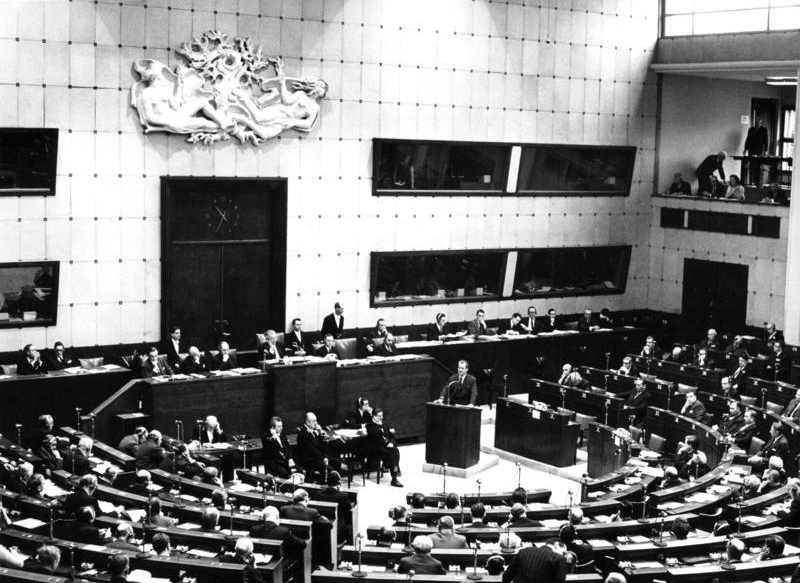
Intervenció del ministre d'Afers Exteriors d'Alemanya Occidental, Willy Brandt, davant de l'Assemblea Parlamentària del Consell d'Europa a l'antiga Casa d'Europa d'Estrasburg (gener del 1967).

Tot i això, els Tractats de Roma establiren la Comunitat Econòmica Europea i l'Euratom el 1958. L'Assemblea Comuna de les tres comunitats (que tenien òrgans executius diferents) es canvià el nom a Assemblea Parlamentària Europea. El 19 de març del 1958 es reuní per primera vegada a Luxemburg, on Schuman en fou elegit el primer president. El 13 de maig es reconfigurà de manera que els diputats quedessin distribuïts per ideologia política en comptes de per nacionalitat. Aquesta assemblea és l'embrió del Parlament Europeu d'avui en dia, motiu pel qual el 50è aniversari del Parlament se celebrà el 2018 en comptes del 2012.
L'Assemblea adquirí el seu nom actual, «Parlament Europeu», el 1962. Cinc anys més tard es fusionaren els òrgans de les tres comunitats per formar les Comunitats Europees. El 1970, al Parlament se li concediren poders sobre part del pressupost de la Comunitat, que s'estengueren a tot el pressupost el 1975. Els Tractats de Roma preveien que el Parlament passés a ser elegit per sufragi directe. Tanmateix, una de les condicions necessàries, que el Consell arribés a un acord per fer servir un sistema electoral uniforme, no s'havia complit. L'amenaça del Parlament de portar el Consell davant del Tribunal de Justícia Europeu desembocà en un compromís pel qual el Consell donà llum verda a les eleccions i la decisió sobre el sistema electoral quedà ajornada.
L'Assemblea i, posteriorment, el Parlament es reuniren en les mateixes instal·lacions que l'Assemblea Parlamentària del Consell d'Europa fins al 1999. Primer, fins al 1977, a la Casa d'Europa i després, fins al 1999 al Palau d'Europa, que fou la seu del Parlament a Estrasburg fins al 1999.

### Parlament elegit democràticament

La bandera del Parlament fins al 1983

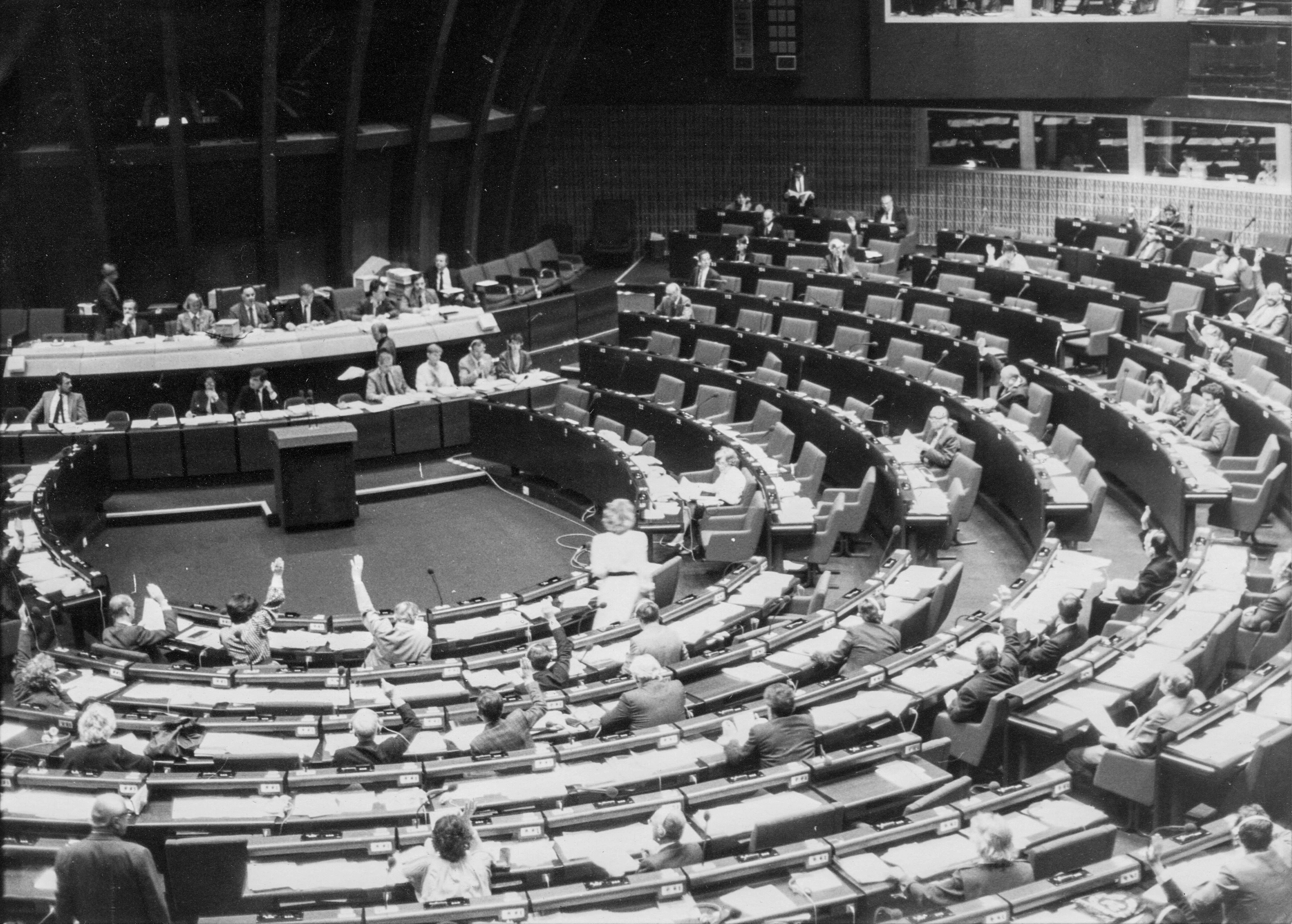
Sessió d'abril del 1985

Els diputats al Parlament Europeu foren elegits per sufragi directe per primera vegada l'any 1979. El fet de ser elegit directament pel poble el diferencia d'institucions semblants, com ara l'Assemblea Parlamentària del Consell d'Europa o el Parlament Panafricà, els membres dels quals són nomenats pel seu respectiu govern o parlament nacional. El 17 de juliol del 1979 se celebrà la primera sessió del Parlament després d'aquesta elecció, en la qual l'assemblea escollí l'eurodiputada Simone Veil com a presidenta. Veil fou la primera dona a accedir a aquest càrrec des de la formació del Parlament com a Assemblea Comuna.
El Parlament estrenà la seva nova condició d'òrgan elegit democràticament fent propostes sobre el funcionament de la UE. Per exemple, el 1984, es basà en el seu treball anterior sobre la Comunitat Política per elaborar un «Tractat Constitutiu de la Unió Europea» (també conegut com a Pla Spinelli en referència al seu relator, l'eurodiputat Altiero Spinelli). Tot i que el Pla no prosperà, moltes de les idees que contenia acabaren sent implementades per altres tractats. A més a més, el Parlament començà a votar sobre els candidats al càrrec de President de la Comissió Europea a partir de la dècada del 1980, quan encara no se li havia atorgat un dret de veto formal.

Des de l'elecció del 1979, el nombre de diputats al Parlament Europeu ha anat creixent amb l'adhesió de nous estats a la Unió Europea (igual que el 1994, una vegada culminat el procés de reunificació d'Alemanya). El Tractat de Niça, que entrà en vigor l'1 de febrer del 2003, posà un límit de 732 eurodiputats. 

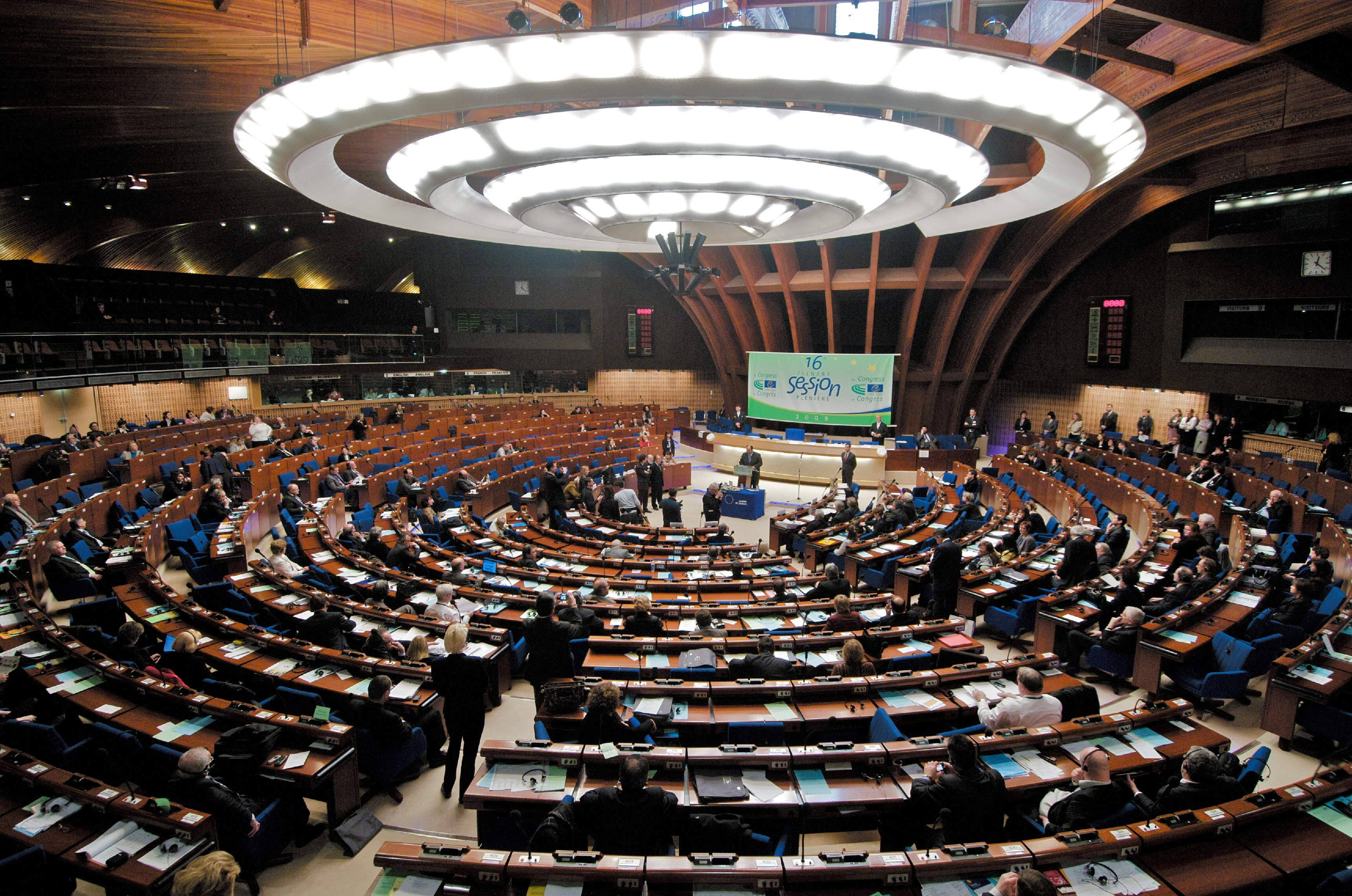
El Palau d'Europa albergà l'hemicicle del Parlament a Estrasburg fins al 1999.

Igual que les altres institucions, el Parlament no tingué seu fixa fins que s'arribà a un acord provisional per deixar el Parlament a Estrasburg i la Comissió i el Consell a Brussel·les. Malgrat les queixes d'alguns estats, el 1985 el Parlament feu construir una segona cambra a Brussel·les i hi traslladà part del seu treball amb l'objectiu d'estar més a prop de les altres institucions. Finalment, el Consell Europeu arribà a un acord definitiu el 1992, quan decidí que Estrasburg continuaria sent la seu oficial del Parlament, amb dotze sessions a l'any, però que totes les altres activitats parlamentàries es durien a terme a Brussel·les. El Parlament protestà contra aquesta fórmula amb dues seus, però no pogué evitar que el 1997 fos consagrada al Tractat d'Amsterdam. Tot i això, les seus de l'assemblea continuen sent font de polèmica.
El Parlament anà guanyant competències amb cada nou tractat gràcies a l'extensió del procediment legislatiu ordinari (aleshores conegut com a procediment de codecisió, fins que el 1999 feu caure la Comissió Santer. Durant aquests fets, el Parlament es negà a aprovar el pressupost comunitari per les acusacions de frau i mala administració que arrossegava la Comissió. Els dos partits principals entraren en una dinàmica de govern i oposició per primera vegada durant la crisi, que acabà amb la dimissió de la Comissió en bloc (la primera dimissió forçada) davant una imminent moció de censura al Parlament.

### Pressió del Parlament sobre la Comissió

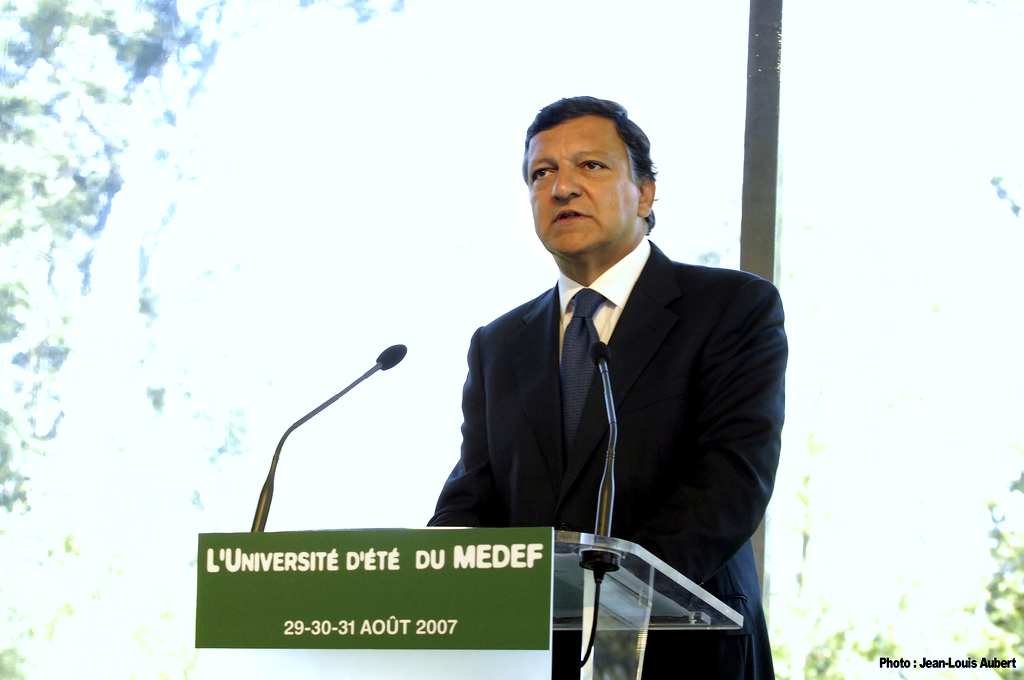
El Parlament obligà el president Barroso a canviar la seva proposta d'equip per la Comissió després de les eleccions del 2004.

El 2004, després de les eleccions transnacionals més grans celebrades fins aleshores, el Consell Europeu elegí un membre del grup polític més gran (el PPE) per encapçalar la Comissió, però això no evità que el Parlament tornés a pressionar-la. Durant les audiències parlamentàries, els diputats posaren en dubte l'aptitud d'alguns candidats a Comissari, fins al punt que la Comissió de Llibertats Civils, Justícia i Afers d'Interior rebutjà Rocco Buttiglione com a candidat al càrrec de Comissari de Justícia, Llibertat i Seguretat pel seu punt de vista sobre l'homosexualitat. Es tractava de la primera vegada que el Parlament votava en contra d'un candidat a la Comissió i, tot i la insistència de Barroso, Buttiglione hagué de deixar-ho córrer. El Parlament no permeté que la Comissió Barroso assumís les seves funcions fins que diversos altres candidats foren retirats o assignats a càrrecs diferents.

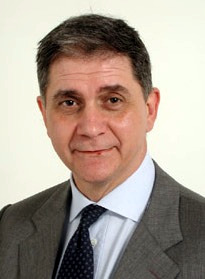
Rocco Buttiglione, el primer candidat a la Comissió a ser rebutjat pel Parlament

Juntament amb l'extensió del procediment legislatiu ordinari, el mandat democràtic del Parlament n'ha augmentat la influència legislativa respecte a la de les altres institucions. Quan se sotmeté la Directiva Bolkestein a votació el 2006, una àmplia majoria parlamentària votà a favor de més de 400 esmenes que canviaren l'essència de la llei. El Financial Times ho descrigué així:
| « | Fou en aquest moment que el Parlament, de sobte, feu el do de pit. Aquest fet marca un altre traspàs de poders entre les tres institucions centrals de la UE. La votació de la setmana passada suggereix que, malgrat la seva enorme varietat de lleialtats ideològiques, nacionals i històriques, els eurodiputats comencen a conformar una institució de la UE seriosa i eficaç, precisament en el moment que l'ampliació ha complicat molt les negociacions al si del Consell i la Comissió. | » |

El 2007, el Comissari de Justícia, Franco Frattini, inclogué el Parlament per primera vegada a les negociacions sobre el segon Sistema d'Informació de Schengen, tot i que només calia consultar els eurodiputats sobre algunes parts del paquet. En acabar aquest experiment, Frattini indicà que desitjava implicar el Parlament en tots els afers de justícia i lluita contra el crim, concedint de manera informal al Parlament les noves competències que li havia d'atorgar el Tractat de Lisboa. Entre el 2007 i el 2009, el grup de treball especial sobre reforma parlamentària dugué a terme una sèrie de canvis per modernitzar la institució, incloent-hi un allargament del temps d'intervenció dels relators, una millora de la col·laboració entre les comissions i altres reformes per millorar l'eficiència de l'assemblea.

### Història recent

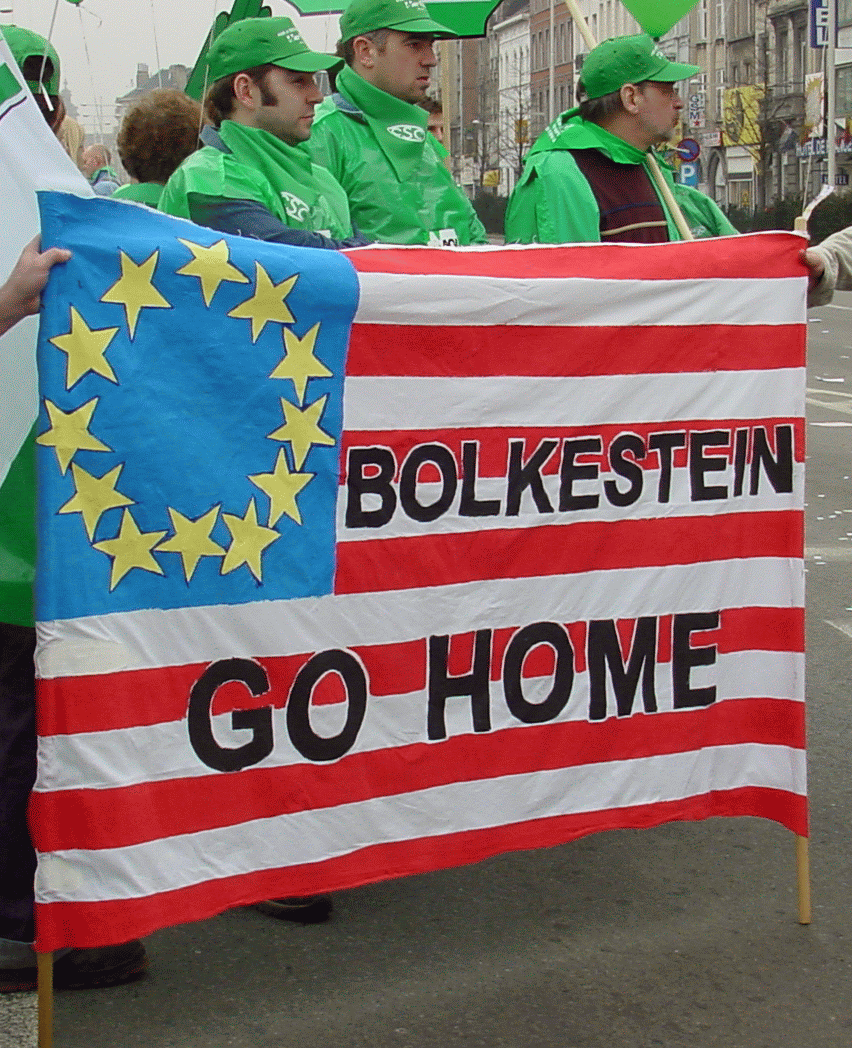
Les esmenes del Parlament a la Directiva Bolkestein representaren un gran pas endavant per l'assemblea.

L'entrada en vigor del Tractat de Lisboa l'1 de desembre del 2009, atorgà al Parlament competències sobre tot el pressupost de la UE, n'equiparà les competències legislatives amb les del Consell en gairebé tots els àmbits i vinculà el nomenament del President de la Comissió a les eleccions parlamentàries. Tot i que alguns grups exhortaren els partits a presentar candidats per aquest càrrec abans de les eleccions, el PPE (que havia mantingut la seva condició de partit més gran) fou l'únic a escollir-ne un: el president titular Barroso.
El setembre del 2009, Barroso obtingué l'acord del Consell Europeu per repetir mandat, mentre que el Parlament li donà llum verda per 382 vots a favor i 219 en contra (117 abstencions), amb el suport del Partit Popular Europeu, els Conservadors i Reformistes Europeus i l'Aliança dels Liberals i Demòcrates per Europa. Barroso hagué de fer una sèrie de concessions per aconseguir els vots dels liberals, que mesos abans havien col·laborat amb els socialistes per ajornar el seu nomenament (el PPE havia provat d'instal·lar Barroso en el càrrec al juliol del mateix any).
La presentació dels candidats de Barroso per formar la seva pròxima comissió fou una nova oportunitat per obtenir concessions. El Parlament, preocupat per la seva falta d'experiència i els seus interessos financers, obligà la comissària designada Rumiana Jèleva a renunciar al càrrec. La búlgara només aconseguí el suport del PPE, que prengué represàlies contra candidats d'esquerres fins que Jèleva llançà la tovallola i fou substituïda, cosa que retardà encara més la votació final.
Abans de la votació final, el Parlament exigí una sèrie de concessions en el marc d'un futur acord de treball conforme al nou Tractat de Lisboa, incloent-hi el dret del president a assistir a les reunions d'alt nivell de la Comissió, un lloc a 
les organitzacions internacionals de la UE impulsades per la Comissió i el dret a ser informat de qualsevol acord al qual s'arribi. Tanmateix, el Parlament només aconseguí un lloc com a observador. Tampoc no obtingué el dret a decidir sobre el nomenament dels caps de les delegacions i els representants especials per la política exterior, tot i que han de comparèixer davant del Parlament una vegada nomenats per l'alt representant. Un altre desig del Parlament era que la Comissió proposés les lleis que li demanés l'assemblea. Barroso digué que això seria una violació de les prerrogatives de la Comissió, però es comprometé a respondre en tres mesos. Cal tenir en compte que la Comissió ja proposa la majoria de lleis que li demana el Parlament.
El Parlament exercí el seu control del pressupost de la UE per influir en la forma del Servei Europeu d'Acció Exterior (SEAE) quan aquest encara s'estava gestant. Els eurodiputats volien una major capacitat de supervisió del SEAE mitjançant la seva vinculació a la Comissió i la creació d'adjunts polítics a l'Alt Representant. El Parlament no obtingué tot el que demanava, però sí que aconseguí un major control financer sobre el nou òrgan.
Quan els governs d'Hongria i Polònia començaren a violar l'estat de dret, la separació de poders i els drets humans a mitjans de la dècada del 2010, el Parlament adoptà una postura més bel·ligerant que les altres institucions europees. Mentre que la Comissió i el Consell apostaren per la negociació i el compromís, el setembre del 2018 el Parlament aprovà per àmplia majoria una moció instant a activar l'article 7 del Tractat de la Unió Europea contra Hongria. A finals del 2021, davant de la inacció de la Comissió, el Parlament emprengué accions legals contra la Comissió per no prendre mesures fermes contra el govern de Polònia. Tanmateix, uns mesos més tard, els dirigents de l'assemblea decidiren retirar la denúncia per la debilitat dels seus arguments jurídics i el canvi d'actitud de la Comissió, que l'abril del 2022 es comprometé finalment a aplicar el mecanisme de l'estat de dret contra Hongria.
El desembre del 2022, la policia belga detingué la vicepresidenta Eva Kailí, juntament amb l'exeurodiputat Antonio Panzieri, el secretari general de la Confederació Sindical Internacional, Luca Visentini, el secretari general de l'ONG No Peace Without Justice, Niccolò Figà-Talamanca, l'assistent parlamentari Francesco Giorgi, marit de Kailí, i Aléxandros Kailís, el seu pare, en el marc de la investigació d'una trama de suborns per defensar els interessos de Qatar al Parlament Europeu. Uns dies després, el plenari de l'assemblea votà massivament a favor de la seva destitució com a vicepresidenta. En el curs de les investigacions, les declaracions de Giorgi davant de les autoritats belgues implicaren el Marroc i Mauritània en la intriga. El 18 de gener de 2023, el luxemburguès socialdemòcrata Marc Angel fou escollit per substituir Kailí en la vicepresidència. Es proposaren diverses reformes per combatre les males influències sobre el Parlament, incloent-hi mesures per combatre les portes giratòries, l'obligatorietat de registrar els grups d'interès i la prohibició dels «grups d'amics» de tercers països entre els eurodiputats. A mitjans del 2023, Transparència Internacional lamentava el progrés gairebé nul en l'elaboració i implementació d'aquestes reformes.

## Competències i funcions

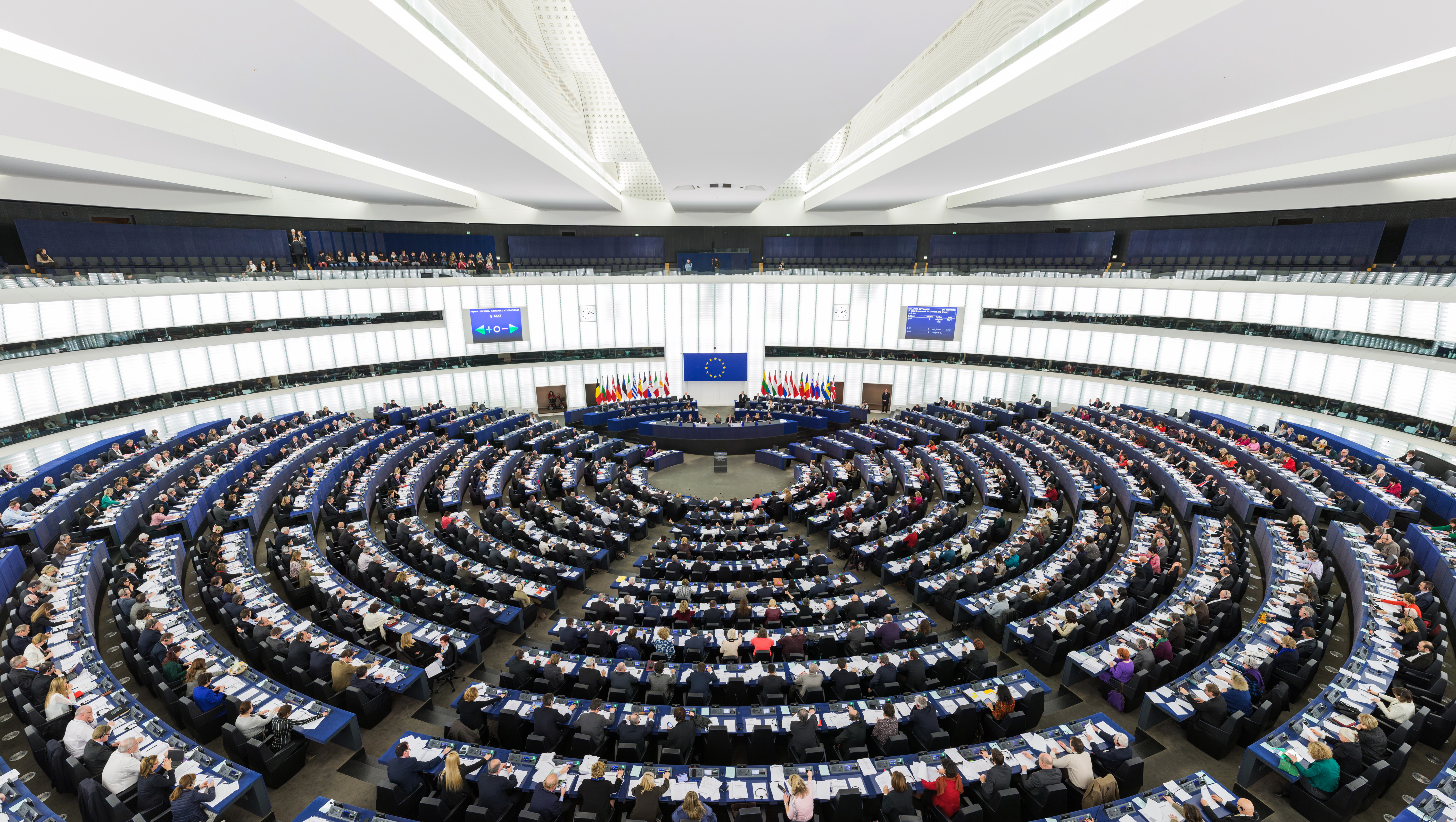
L'hemicicle del Parlament a Estrasburg

S'han comparat el Parlament i el Consell a les dues cambres d'una assemblea bicameral. Les competències legislatives es reparteixen a parts iguals entre els dos. Tanmateix, hi ha una sèrie de diferències respecte als parlaments nacionals. Per exemple, tant el Parlament com el Consell manquen d'iniciativa legislativa (excepte en alguns afers intergovernamentals en els quals el Consell sí que disposa d'aquesta competència). En afers comunitaris, aquest dret està reservat a la Comissió Europea (el braç executiu). Així doncs, el Parlament pot esmenar i rebutjar lleis, però per aprovar-ne de noves necessita que la Comissió presenti un projecte de llei. S'ha posat en dubte la utilitat d'aquesta competència, car el 85% de les iniciatives presentades pels parlaments nacionals dels estats membres sense suport de l'executiu acaba fracassant. Tanmateix, l'expresident del Parlament Hans-Gert Pöttering ha adduït que, com que el Parlament té dret a demanar a la Comissió que presenti lleis i la Comissió cada vegada li fa més cas, el Parlament té una iniciativa legislativa de fet.
El Parlament també exerceix una gran influència indirecta a través de resolucions no vinculants i les audiències de les comissions, que en fan un «fòrum paneuropeu» seguit per milers de periodistes amb base a Brussel·les. També afecta la política exterior de manera indirecta, car no es poden atorgar subvencions pel desenvolupament sense l'acord de l'assemblea. Per exemple, calgué el permís del Parlament per enviar subsidis per la reconstrucció de l'Iraq de la postguerra i oferir incentius perquè l'Iran aturés el seu programa nuclear. De manera similar, l'acord transatlàntic d'intercanvi de dades sobre els passatgers amb els Estats Units no es pogué finalitzar fins que l'assemblea hi donà llum verda. Finalment, el Parlament duu a terme votacions no vinculants sobre els nous tractats de la UE, tot i que no els pot vetar. Tanmateix, quan el Parlament amenaçà de votar contra el Tractat de Niça, els parlaments belga i Itàlia es comprometeren a vetar-lo en nom del Parlament Europeu, si calia.

### Procediment legislatiu
Els poders del Parlament (en termes del seu paper en els procediments legislatius de la Unió) han anat creixent amb cada nou tractat. El procediment legislatiu ordinari (anteriorment conegut com a procediment de codecisió), que posa el Parlament i el Consell al mateix nivell, s'ha convertit gradualment en el principal procediment legislatiu. Seguint aquest procediment, la Comissió fa una proposta al Parlament i el Consell que només es converteix en llei si aquests dos òrgans es posen d'acord en un màxim de tres lectures. En la primera lectura, el Parlament pot enviar esmenes al Consell, que o bé les accepta o bé remet una «Posició Comuna» al Parlament. El Parlament pot aprovar aquesta posició o rebutjar el text per majoria absoluta, cosa que provoca el fracàs de la proposta. L'assemblea també pot fer-hi noves esmenes per majoria absoluta. Si el Consell no accepta aquestes esmenes, es constitueix un «Comitè de Conciliació». El Comitè reuneix els membres del Consell i un nombre equivalent d'eurodiputats per intentar arribar a un compromís. Qualsevol acord ha de ser aprovat pel Parlament per majoria simple. La condició del Parlament com a única institució elegida per sufragi directe li ha atorgat un paper dominant en el procediment legislatiu, com es veié quan imposà grans canvis a la Directiva Bolkestein el 2006.
Els pocs àmbits que es tracten seguint els «procediments legislatius especials» són Justícia i Afers d'Interior, Pressupost i Impostos, i diversos aspectes d'altres àmbits, com ara els aspectes fiscals de la política de Medi Ambient. En aquests àmbits, les decisions són preses en solitari o bé pel Parlament o bé pel Consell. El procediment també depèn del tipus d'acte institucional en qüestió. L'acte més important és el reglament, que és una norma jurídica aplicable de manera immediata i completa a tots els estats membres. Al següent nivell hi ha les directives, que obliguen els estats membres a complir uns objectius determinats. Com que poden fer-ho mitjançant les seves pròpies lleis, tenen un cert marge de maniobra en l'aplicació de les directives. Una decisió és un instrument directament aplicable que es dirigeix a una persona o un grup en particular. Les institucions també poden formular recomanacions i opinions, que són declaracions no vinculants. Hi ha un altre document que es desvia dels procediments normals: la «declaració escrita», que s'assembla a les early day motions del sistema de Westminster. Es tracta d'un document proposat per fins a cinc eurodiputats sobre algun tema de l'àmbit de la UE, que serveix per llançar un debat sobre l'assumpte en qüestió. Una vegada presentada al davant de l'entrada a l'hemicicle, els diputats poden signar la declaració i, ho fa una majoria d'ells, es transmet al president i s'anuncia a la plenària abans de ser comunicada a les altres institucions i registrada formalment a l'acta.

### Pressupost
El braç legislatiu és l'autoritat pressupostària oficial de la Unió gràcies a les competències que li atorgaren els Tractats Pressupostaris de la dècada del 1970 i el Tractat de Lisboa. El pressupost de la UE està sotmès a una variant del procediment legislatiu ordinari que només inclou una lectura i concedeix al Parlament poder sobre la totalitat del pressupost (abans del 2009, la seva influència es restringia a determinats àmbits) en les mateixes condicions que el Consell. Si no arriben a un acord, la proposta és remesa a un comitè de conciliació, igual que es fa amb les proposicions de llei. Si no s'aconsegueix aprovar un text de conciliació comú, el Parlament té llum verda per adoptar definitivament el seu pressupost.
El Parlament també s'encarrega d'aprovar la implementació de pressupostos anteriors basant-se en l'informe anual del Tribunal de Comptes Europeu. Només s'ha negat a fer-ho dues vegades: el 1984 i el 1998. Aquesta última desembocà en la dimissió de la Comissió Santer, fet que demostrà que les seves competències pressupostàries fan que el Parlament tingui molt de poder sobre la Comissió. El Parlament també fa un ampli ús de les seves competències pressupostàries i d'altres tipus en diferents àmbits. Per exemple, quan s'estableix el Servei Europeu d'Acció Exterior, el Parlament gaudeix d'un veto de facto sobre la seva configuració, car cal el seu consentiment per dur a terme canvis en el pressupost o el personal.

### Control de l'executiu
El Consell Europeu proposa un candidat al càrrec de President de la Comissió Europea tenint en compte el resultat de les eleccions europees precedents. Seguidament, cal que l'aprovi el Parlament (per majoria simple), que és el que «elegeix» el president conformement als tractats. Una vegada s'ha escollit el president de la Comissió, aquest proposa candidats a comissaris amb l'acord dels estats membres. Cada comissari potencial ha de presentar-se davant d'una audiència de la comissió parlamentària corresponent a la cartera en qüestió. Després d'aquesta etapa, el Parlament aprova o rebutja la Comissió en bloc. En la pràctica, el Parlament mai no ha votat en contra d'un president o la seva comissió, però es creu que estigué a punt de fer-ho amb la proposta inicial per la Commissió Barroso. Finalment, la pressió resultant conduí a la retirada d'aquesta proposta i la presentació d'una que fos acceptable per Parlament. Per molts, aquest episodi simbolitzà l'evolució del Parlament i la seva capacitat creixent d'obligar la Comissió a retre comptes, en lloc de simplement donar llum verda a tots els candidats. A més a més, tot i que en molts casos foren pressionats pels seus respectius governs nacionals, els eurodiputats votaren seguint línies de partit en lloc de línies d'estat. Gràcies a aquesta cohesió i la seva determinació a l'hora d'utilitzar els seus poders, el Parlament es guanyà un major respecte per part dels líders nacionals, les altres institucions i el públic en general, que poc abans havia castigat la UE amb les eleccions europees amb més abstenció fins aleshores. Durant la crisi de l'euro, el Parlament també llançà una investigació sobre les accions de la Troica (CE-BCE-FMI) a Grècia, Irlanda, Portugal, Espanya i Xipre.
El Parlament també pot engegar una moció de censura, que desemboca en la dimissió en bloc de la Comissió si aconsegueix el suport de dos terços de la cambra. Igual que amb l'aprovació de la composició de la Comissió, el Parlament mai no ha exercit aquesta prerrogativa. Tanmateix, sí que va amenaçar de fer-ho amb la Comissió Santer, que acabà dimitint per voluntat pròpia. El Parlament té altres maneres de controlar l'executiu. La Comissió, per exemple, ha d'elaborar informes i respondre a les preguntes dels eurodiputats. El president en exercici del Consell ha de presentar el seu programa al principi de la seva presidència, mentre que el president del Consell Europeu ha d'informar el Parlament després de cada reunió. Els eurodiputats poden demanar a la Comissió que legisli en un determinat sentit. Finalment, el Parlament també pot fer preguntes als membres de les altres institucions (per exemple, durant el «torn de preguntes a la Comissió» de cada dimarts). Els eurodiputats poden fer preguntes sobre qualsevol tema, tot i que al juliol del 2008 el Parlament votà a favor de prohibir les preguntes ofensives, personals o que no caiguessin dins el mandat de la UE.

### Poders de supervisió
El Parlament també disposa d'altres competències generals de supervisió, la majoria de les quals li foren atorgades pel Tractat de Maastricht. També pot crear una comissió d'investigació, com ho feu per tractar la crisi de l'encefalopatia espongiforme bovina (que desembocà en la fundació de l'agència veterinària europea) i els vols secrets de la CIA.
El Parlament pot interrogar les altres institucions i, si cal, portar-les davant del tribunal per qualsevol violació de les lleis o els tractats de la UE. També influeix en l'elecció tant dels membres del Tribunal de Comptes Europeu com del president i el Comitè Executiu del Banc Central Europeu. El president del BCE també ha de presentar un informe anual al Parlament.
El Defensor del Poble Europeu, també elegit pel Parlament, s'encarrega de donar seguiment a les denúncies públiques contra les institucions. Els ciutadans de la UE també poden presentar peticions en temes que caiguin dins de les competències de la UE. La Comissió de Peticions examina uns 1.500 casos a l'any, alguns dels quals són presentats pels mateixos ciutadans. Tot i que el Parlament prefereix resoldre les disputes fent de mediador, també pot emprendre accions legals, si és necessari.

## Diputats
| Alemanya      |  | 96 (13.62%) |
| França        |  | 79 (11.21%) |
| Itàlia        |  | 76 (10.78%) |
| Espanya       |  | 59 (8.37%)  |
| Polònia       |  | 52 (7.38%)  |
| Romania       |  | 33 (4.68%)  |
| Països Baixos |  | 29 (4.11%)  |
| Bèlgica       |  | 21 (2.98%)  |
| Txèquia       |  | 21 (2.98%)  |
| Grècia        |  | 21 (2.98%)  |
| Hongria       |  | 21 (2.98%)  |
| Portugal      |  | 21 (2.98%)  |
| Suècia        |  | 21 (2.98%)  |
| Àustria       |  | 19 (2.70%)  |
| Bulgària      |  | 17 (2.41%)  |
| Dinamarca     |  | 14 (1.99%)  |
| Finlàndia     |  | 14 (1.99%)  |
| Eslovàquia    |  | 14 (1.99%)  |
| Irlanda       |  | 13 (1.84%)  |
| Croàcia       |  | 12 (1.70%)  |
| Lituània      |  | 11 (1.56%)  |
| Letònia       |  | 8 (1.13%)   |
| Eslovènia     |  | 8 (1.13%)   |
| Estònia       |  | 7 (0.99%)   |
| Xipre         |  | 6 (0.85%)   |
| Luxemburg     |  | 6 (0.85%)   |
| Malta         |  | 6 (0.85%)   |

Els diputats al Parlament Europeu, que també es coneixen com a «eurodiputats», són elegits cada cinc anys mitjançant sufragi universal d'adults i es distribueixen per la cambra segons la seva filiació política. Una mica menys d'un terç són dones. Abans de la primera elecció al Parlament Europeu, celebrada el 1979, els eurodiputats eren nomenats pels seus respectius parlaments nacionals.
El Parlament ha estat criticat per la infrarepresentació de grups minoritaris. El 2017, es calculava que només hi havia disset diputats no blancs, dels quals tres eren negres. Segons la European Network Against Racism, un 10% de la població europea correspon a minories ètniques, només un 5% dels diputats elegits en les eleccions al Parlament Europeu del 2019 pertanyien a aquests grups.
El nombre d'escons que el Tractat de Lisboa assigna a cada estat membre depèn de la seva població. Hi ha un límit de 751 escons. Tanmateix, com que el president no pot votar mentre presideix la cambra, en realitat només hi ha 720 diputats amb dret a vot. Com que cap estat no pot tenir més de 96 escons o menys de 6, els escons es distribueixen seguint el principi de proporcionalitat degressiva, és a dir, com més gran sigui un estat, més alt serà el nombre de ciutadans representats per cada eurodiputat. Així doncs, el pes individual dels votants de Malta i Luxemburg és unes deu vegades superior al dels votants dels sis grans estats membres. El 2019, Alemanya, amb 80,9 milions d'habitants, tenia 96 escons (un per cada 843.000 persones), mentre que Malta, amb 400.000 habitants, en tenia 6 (un per cada 67.000 persones). La intenció és que el nou sistema implementat conforme al Tractat de Lisboa, incloent-hi el requisit que la distribució d'escons es decideixi molt abans de les eleccions, eviti que hi hagi un estira-i-arronsa cada vegada que s'hagi de revisar la distribució per reflectir els canvis demogràfics.
Les circumscripcions es basen en aquest repartiment. En quatre estats membres (Bèlgica, Irlanda, Itàlia i Polònia), el territori nacional es divideix en diverses circumscripcions. A la resta, cada estat forma una única circumscripció. Les eleccions se celebren amb diferents tipus de representació proporcional a tots els estats membres.

### Disposicions transitòries
A causa del retard en la ratificació del Tractat de Lisboa, els diputats de la VII Legislatura foren elegits tenint en compte el límit que fixava el Tractat de Niça, més baix. El 29 de novembre del 2011 es ratificà una petita esmena als tractats, que hi afegí disposicions transitòries per permetre que els 18 eurodiputats addicionals que preveia el Tractat de Lisboa fossin elegits o nomenats abans de l'elecció del 2014. Alemanya és l'únic país que perdé escons (de 99 a 96) com a resultat de les reformes del Tractat de Lisboa. Així doncs, actualment hi ha 720 eurodiputats.

### Sous i despeses
Fins al 2009, els eurodiputats rebien el mateix sou que els diputats als seus respectius parlaments nacionals. Tanmateix, després de diversos intents aquell any entrà en vigor un nou estatut dels diputats que fixà el seu sou mensual en 8.020,53 € (actualment 8.484,05 €), un import subjecte a imposició tant a escala europea com a escala nacional. Els eurodiputats es poden jubilar a l'edat de 63 anys i cobren la pensió del Parlament. Abans, les despeses de viatge es reembossaven a un tant alçat, però actualment només es retornen els costos reals. A més del sou, els eurodiputats gaudeixen d'una sèrie de privilegis i immunitats. Per garantir que puguin anar i venir del Parlament en tota llibertat, els seus respectius estats membres els concedeixen les mateixes facilitats que als alts funcionaris que viatgen a l'estranger, mentre que els altres estats els concedeixen les mateixes facilitats que als representants estrangers en visita. Al seu propi estat, gaudeixen de les mateixes immunitats que els diputats nacionals, mentre que als altres estats tenen immunitat contra la detenció preventiva i provisional i els procediments judicials. Aquesta immunitat parlamentària pren efecte en el moment de l'elecció d'un eurodiputat, independentment dels tràmits posteriors que estableixi la legislació del seu estat membre. Un diputat enxampat en flagrant delicte no pot apel·lar a la immunitat. A més a més, el Parlament pot aixecar la immunitat de qualsevol diputat.
El 2019, el Tribunal de Justícia de la Unió Europea (TJUE) sentencià que «una persona elegida al Parlament Europeu adquireix la condició de membre de la dita institució des de la proclamació oficial dels resultats i gaudeix des d'aquell moment de les immunitats associades a tal condició», cosa que implica que els estats membres no poden exigir el compliment de tràmits addicionals per accedir al càrrec.

### Grups
Els eurodiputats s'organitzen en vuit grups parlamentaris diferents, incloent-hi trenta diputats no inscrits. Els dos grups més grans són el Partit Popular Europeu (PPE) i els Socialistes i Demòcrates (S&D). Aquests dos grups han dominat el Parlament durant gran part de la seva història, amb un total d'entre un 50% i un 70% dels escons. Mai no hi ha hagut cap grup que hagi aconseguit una majoria absoluta per si sol. Com que són aliances àmplies de partits nacionals, els partits europeus estan molt descentralitzats i, per tant, s'assemblen més als partits d'estats federals, com ara Alemanya o els Estats Units, que als d'estats unitaris, com la majoria d'estats membres de la UE. Tanmateix, entre el 2004 i el 2009 els grups europeus mostraren una major cohesió que els seus homòlegs estatunidencs.
Els grups sovint es basen en un únic partit polític europeu, com ho fa el Partit Popular Europeu. Tanmateix, també poden incloure més d'un grup polític, així com partits nacionals i polítics independents, com és el cas de l'Aliança dels Liberals i Demòcrates per Europa. Per ser reconegut com a tal, un grup ha de tenir un mínim de 23 eurodiputats de set països diferents. Els grups reconeguts reben subvencions del Parlament i se'ls garanteix llocs a les comissions, de manera que els partits tenen interès a formar grups.

### Gran coalició
Com que el Parlament no forma un govern, a diferència dels sistemes parlamentaris tradicionals, la seva dinàmica política ha seguit una línia consensual en lloc d'una línia d'enfrontament entre el partit o la coalició governant i el partit o la coalició d'oposició. De fet, durant gran part de la seva història, el Parlament ha estat dominat per una gran coalició del Partit Popular Europeu i el Partit Socialista Europeu. Aquests dos partits tendeixen a cooperar per trobar un compromís, cosa que desemboca en propostes aprovades per immensa majoria. Tanmateix, no sempre arriben a un acord. Quan això passa, intenten buscar altres aliats. Normalment, el PPE busca suport entre altres partits de centredreta o dreta i el PSE ho fa amb altres partits de centreesquerra o esquerra. A vegades, el Grup Liberal té un paper decisiu. També hi ha hagut moments en els quals han sorgit divisions partidistes molt marcades, com per exemple quan es produí la dimissió de la Comissió Santer.
Les primeres al·legacions contra la Comissió es dirigiren principalment contra Édith Cresson i Manuel Marín, ambdós socialistes. Quan el Parlament començà a valorar la possibilitat de no aprovar el pressupost comunitari, el president Jacques Santer digué que, si l'assemblea votava en contra, ho consideraria com una moció de censura. El grup socialista, que veia l'afer com un intent del PPE per desacreditar el seu partit poc abans de les eleccions del 1999, donà suport a la Comissió. La líder del grup, l'eurodiputada Pauline Green, intentà una moció de confiança, però el PPE presentà mocions contràries. Durant aquest període, els dos partits assumiren els papers típics d'una dinàmica govern-oposició, en la qual els socialistes defensaren l'executiu i el PPE retirà el seu suport per la coalició i hi votà en contra. El 2007, Simon Hix, de la London School of Economics, feu el següent comentari sobre la politització progressiva del Parlament:
| « | El nostre treball també indica que la política del Parlament Europeu gira cada vegada més al voltant de línies partidistes i ideològiques. Les votacions es divideixen cada vegada més entre partits d'esquerres i partits de dretes, mentre que la cohesió dels grups parlamentaris ha augmentat de manera espectacular, especialment durant la IV i la V legislatures. Aquests fets probablement també repercuteixen en la política [del Parlament]. | » |

Durant la V Legislatura (1999-2004) es trencà la gran coalició, fet que conduí a una coalició de centredreta entre els partits Liberal i Popular. Així doncs, els mandats de la Presidència del Parlament es repartiren entre el PPE i l'ELDR i no entre el PPE i el PSE. A la següent legislatura, el grup liberal creixé fins a 88 escons, el major nombre d'escons que ha obtingut mai un tercer partit al Parlament.

### Eleccions
Des del 1979 s'han celebrat nou eleccions al Parlament Europeu, que s'organitzen directament a cada estat membre cada cinc anys. Quan un nou estat s'adhereix a la UE a mitja legislatura, se celebra una elecció parcial per escollir els seus representants al Parlament. Això ha passat sis vegades, la més recent amb l'entrada de Croàcia el 2013. Les eleccions duren quatre dies, dins dels quals cada estat membre elegeix la data concreta. Els estats membres també determinen el sistema electoral (tot i que ha de ser de tipus proporcional) i la seva subdivisió en circumscripcions subnacionals. La majoria d'estats tenen una llista nacional, però alguns, com ara Polònia, se subdivideixen en circumscripcions electorals. Els escons es reparteixen entre els estats membres segons la seva població. Per mantenir la proporcionalitat, cap estat no pot tenir-ne més de 96 o menys de 6.
Les últimes eleccions a escala europea foren les eleccions parlamentàries del 2019, que se celebraren el maig d'aquell any. Amb un electorat de gairebé 380 milions de ciutadans, es tracta de les eleccions transnacionals organitzades simultàniament més grans de tota la història. La IX Legislatura del Parlament fou inaugurada el 2 de juliol del 2019.
Els partits polítics europeus tenen el dret exclusiu de fer campanya per a les eleccions europees (a diferència dels seus respectius grups parlamentaris). S'ha fet una sèrie de propostes per elevar el perfil de les eleccions i aconseguir que el públic hi pari més atenció, incloent-hi la possibilitat de reforçar el vincle entre les eleccions i la presidència de la Comissió. Això consistiria a fer que els diferents partits presentin candidats pel càrrec, de manera que el partit més gran acabaria formant el govern, tal com passa en un sistema de govern parlamentari. El 2004 s'intentà fer-ho, però el Partit Verd Europeu, el primer partit europeu autèntic amb un programa comú, fou l'únic que presentà un candidat a la presidència: Daniel Cohn-Bendit. El PPE fou l'únic altre partit que feu alguna cosa en aquest sentit, tot i que només cità quatre o cinc persones que preferia pel càrrec. El 2009, el PPE tornà a nominar el president titular, Barroso, però els socialistes no aconseguiren posar-se d'acord sobre quin candidat presentar, en part perquè alguns dels seus líders nacionals donaven suport al mateix Barroso. Així doncs, només hi hagué un sol candidat. Tanmateix, fou el partit de Barroso el que guanyà les eleccions.
S'espera que aquests canvis serveixin per augmentar la legitimitat del Parlament i invertir la tendència negativa de la participació electoral, que anà minvant elecció rere elecció fins que el 2014 s'estabilitzà i porta des del 1999 per sota del 50% (aproximadament al mateix nivell que la participació en les eleccions al Congrés dels Estats Units). El 2007, Bulgària i Romania, que s'havien adherit a la Unió a principis d'any, celebraren eleccions parcials per escollir els seus representants al Parlament. La participació a Bulgària (28,6%) i Romania (28,3%) fou de les més baixes de la història, tendència que es confirmà quan Croàcia organitzà les seves primeres eleccions europees el 2013.

## Activitat

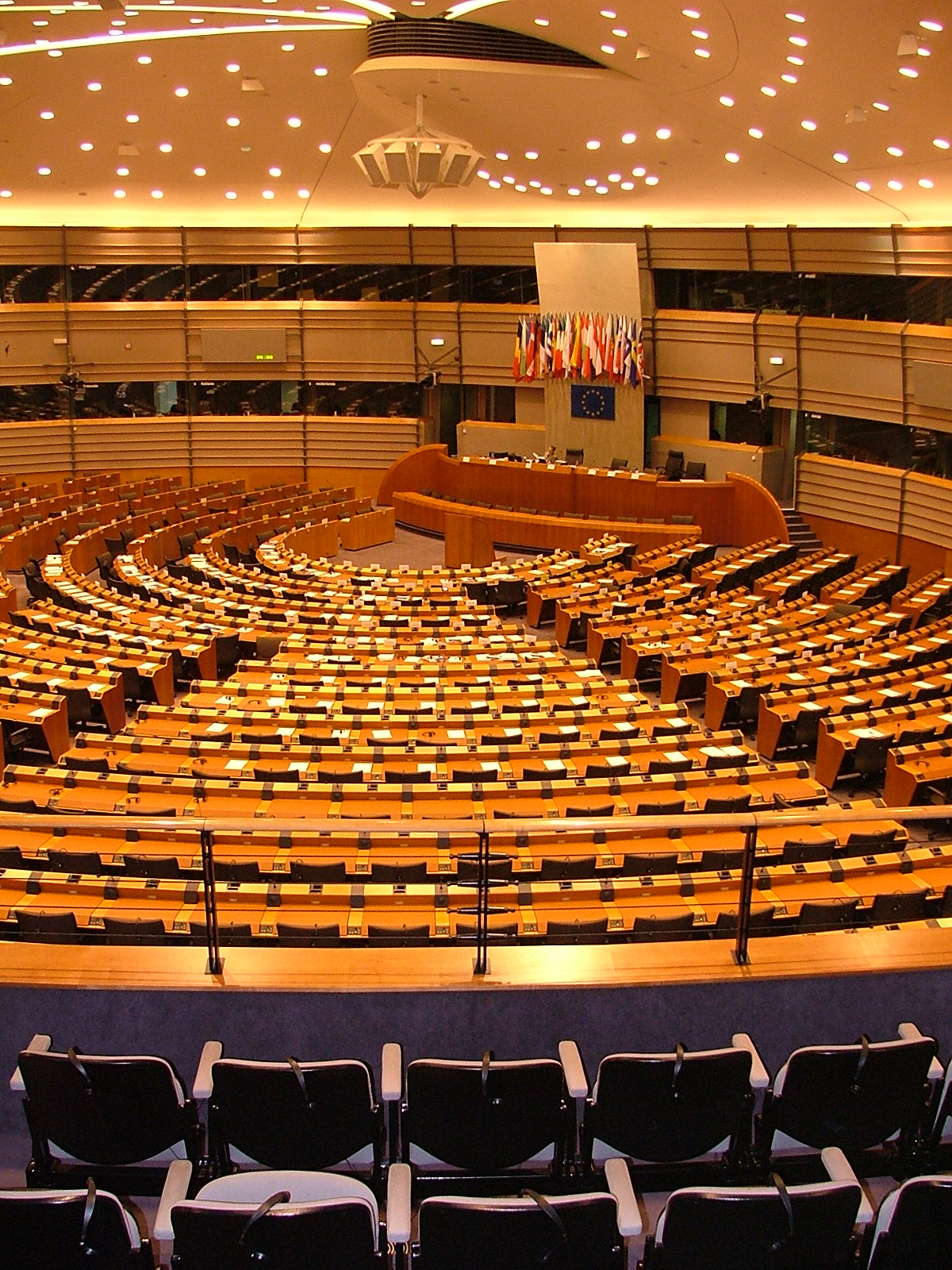
L'hemicicle de Brussel·les

L'activitat del Parlament alterna entre setmanes de comissions (quan les comissions discuteixen informes i les delegacions interparlamentàries es reuneixen), setmanes de grups (quan els diputats debaten al si dels seus respectius grups polítics) i setmanes de plens (quan els membres assisteixen a les sessions plenàries d'Estrasburg durant tres dies i mig). També se celebren sis sessions plenàries de dos dies a Brussel·les cada any. Es designen quatre setmanes com a «setmanes blanques» perquè els diputats puguin passar aquest temps treballant a la seva circumscripció. Durant les setmanes d'estiu no es planifiquen reunions. El Parlament es pot reunir sense que el convoqui una altra autoritat. A part d'algunes disposicions dels tractats, les reunions del Parlament depenen de la voluntat del Parlament, d'acord amb el seu Reglament. Durant les sessions, els diputats poden intervenir quan el president els dona la paraula. Els membres del Consell o la Comissió també poden assistir als debats i participar-hi. Gràcies en part a la necessitat d'interpretar tot allò que es diu i la política de consens que impera a la cambra, els debats tendeixen a ser més tranquils i educats que en el sistema de Westminster, per exemple.
La majoria de votacions es fan a mà alçada, però es pot demanar la comprovació del resultat mitjançant el procediment electrònic. Tanmateix, els vots dels diputats no s'enregistren en cap dels dos casos. Això només es fa quan es realitza una votació mitjançant crida segons llista, que és un procediment obligatori durant la votació final d'una legislació o quan ho demana un grup polític o un mínim de 30 eurodiputats. El nombre de votacions mitjançant crida segons llista ha anat augmentant amb el pas del temps. Les votacions també poden ser secretes (per exemple, quan s'elegeix un nou president). Les votacions registrades, les actes i les lleis es publiquen al Diari Oficial de la Unió Europea, que es pot consultar en línia. Normalment, les votacions no segueixen immediatament el debat, sinó que s'agrupen amb altres votacions en ocasions concretes, en general els dimarts, dimecres o dijous al migdia. Això es fa així perquè no se sap mai quant pot durar una votació i, si s'allarga massa, pot destorbar els altres debats i reunions que s'hagin programat pel mateix dia.
Els diputats es disposen en un hemicicle segons el seu grup polític (a l'Assemblea Comuna, fins al 1958, els diputats es posaven en ordre alfabètic). Els grups segueixen principalment una seqüència d'esquerra a dreta, però alguns grups petits es posen a l'anell exterior del Parlament. Totes les taules disposen d'un micròfon, auriculars per la interpretació i un sistema de vot electrònic. Els líders dels grups s'asseuen a la primera fila d'escons. Al centre de l'hemicicle hi ha un podi des d'on parlen els oradors convidats. L'altra meitat de la cambra circular es compon principalment de la zona elevada on seuen el president i el personal. Hi ha més seients entre els costats d'aquesta zona i els eurodiputats, on es posen el Consell (a l'extrem esquerre) i la Comissió (a l'extrem dret). Tant l'hemicicle de Brussel·les com el d'Estrasburg segueixen aquest esquema, amb poques diferències entre els dos. El disseny de l'hemicicle és el resultat d'un compromís entre els diferents sistemes parlamentaris. En el sistema britànic, els diferents grups queden cara a cara, mentre que en el francès es disposen en un semicercle i, en el sistema tradicional alemany, tots els membres de l'assemblea miraven cap a una tribuna des d'on es feien les intervencions. Malgrat que el disseny es basa en un semicercle, els extrems de l'espectre polític queden cara a cara. L'accés a la cambra està restringit i controlat per uixers que estan a disposició dels eurodiputats (per exemple, per entregar-los documents). A vegades, els uixers també poden actuar com a policies per fer complir les ordres del president, com en les rares ocasions en les quals cal expulsar un diputat que estigui impedint el bon desenvolupament de la sessió. Com que el primer cap de protocol del Parlament era francès, moltes de les tasques del Parlament es basen en el model francès desenvolupat després de la Revolució Francesa. Els 180 uixers, que porten fracs negres i una cadena de plata, són fàcils de veure al Parlament. Se'ls selecciona i contracta de la mateixa manera que la resta de funcionaris europeus. El president té un uixer personal.

### President i organització

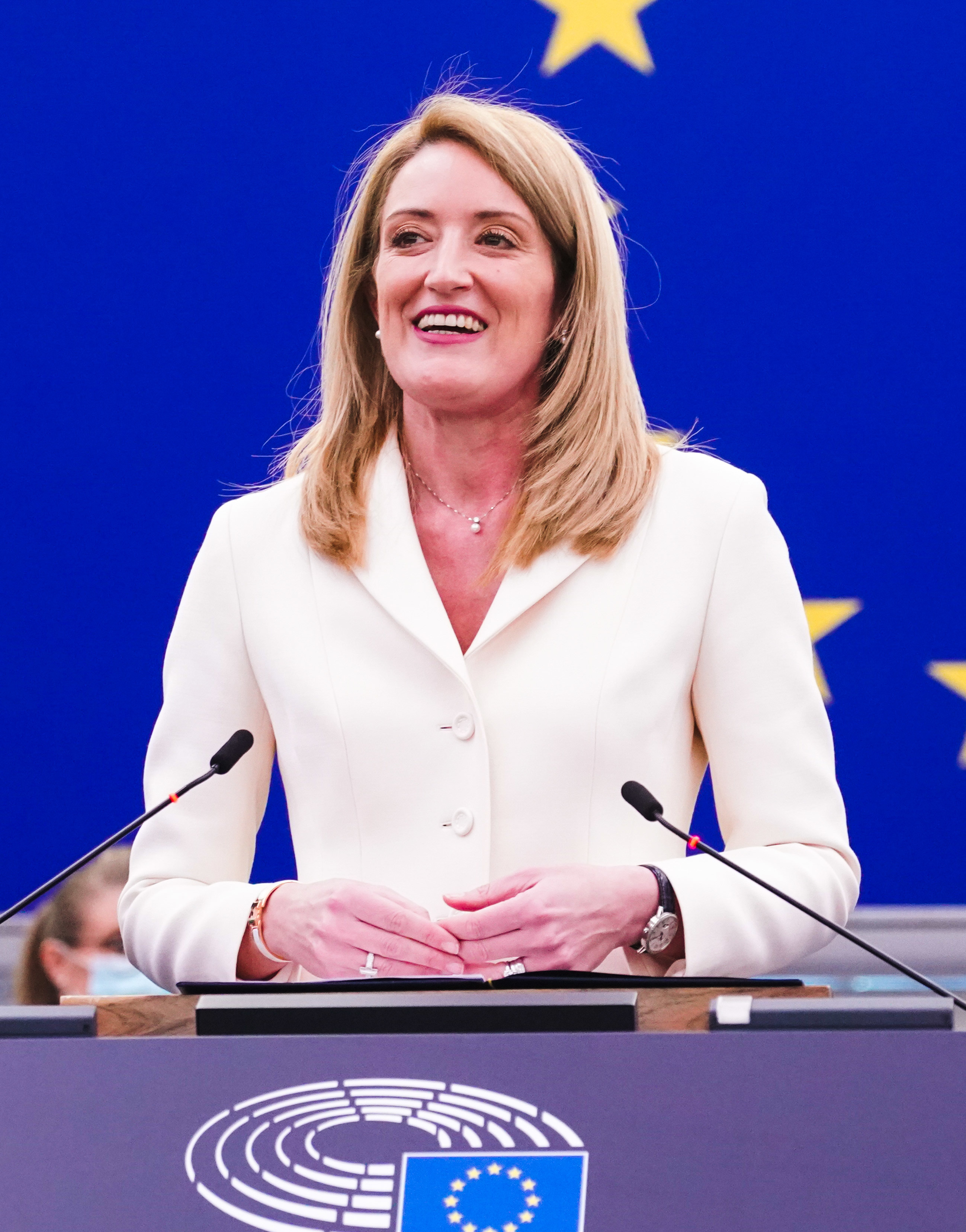
Roberta Metsola, presidenta del Parlament Europeu

La presidenta del Parlament és Roberta Metsola, eurodiputada del PPE. La figura del president s'encarrega de presidir les sessions plenàries i la seva signatura és necessària per tots els actes adoptats en codecisió, incloent-hi el pressupost de la UE. També s'ocupa de representar el Parlament a l'exterior, incloent-hi en temes legals, i de fer aplicar el reglament. El seu mandat dura dos anys i mig, de manera que el Parlament elegeix el seu president dues vegades en cada legislatura.
A la majoria de països, el protocol del cap d'estat té precedència sobre tots els altres. Tanmateix, el Parlament és considerat la primera institució de la UE, per la qual cosa el protocol del seu president està per sobre de qualsevol altre protocol, ja sigui europeu o nacional. El president escull els regals que es fan als molts dignataris que visiten l'assemblea. Durant el seu mandat al capdavant del Parlament, el català Josep Borrell acostumava a oferir-los una copa de cristall realitzada per un artista barceloní en la qual s'havien gravat fragments de la Carta de Drets Fonamentals, entre altres coses.
Diversos personatges importants han ocupat la presidència del Parlament i els seus precursors. Paul-Henri Spaak, un dels pares fundadors de la Unió, en fou el primer president. Alguns dels altres pares fundadors foren els eurodiputats Alcide de Gasperi i Robert Schuman. El Parlament ha tingut dues presidentes, ambdues franceses: Simone Veil el 1979 (com a primera presidenta del Parlament elegit per sufragi directe) i Nicole Fontaine el 1999. El primer president provinent de l'Est d'Europa fou Jerzy Buzek, antic primer ministre de Polònia i membre de Solidarność, un sindicat que contribuí a enderrocar el règim comunista del bloc de l'Est. El primer (i, a juny del 2019, l'únic) president català fou Josep Borrell.
El president sortint (o, si no pot fer-ho, un dels vicepresidents sortints) presideix la cambra durant l'elecció d'un nou president. Fins al 2009 era el diputat d'edat més avançada qui s'encarregava de fer-ho, però es canviaren les regles per evitar que l'eurodiputat francès d'extrema dreta Jean-Marie Le Pen assumís la presidència. Per sota del president hi ha catorze vicepresidents que presideixen els debats quan el president no hi és. A part dels presidents i vicepresidents, hi ha altres òrgans i càrrecs que s'encarreguen de dirigir el Parlament. Els dos òrgans principals són la Mesa, que s'ocupa dels afers pressupostaris i administratius, i la Conferència de Presidents, que és un òrgan director format pels presidents dels grups parlamentaris. Hi ha cinc qüestors que porten els interessos financers i administratius dels diputats.
El 2014, el Parlament Europeu tenia un pressupost de 1.756 milions d'euros. Un informe del 2008 sobre les finances del Parlament revelà que en alguns casos s'havia gastat massa o s'havien fet pagaments que no tocaven. Alguns eurodiputats exigiren que es publiqués l'informe, però les autoritats parlamentàries s'hi negaren fins que un eurodiputat violà el principi de confidencialitat i filtrà l'informe.

### Comissions i delegacions

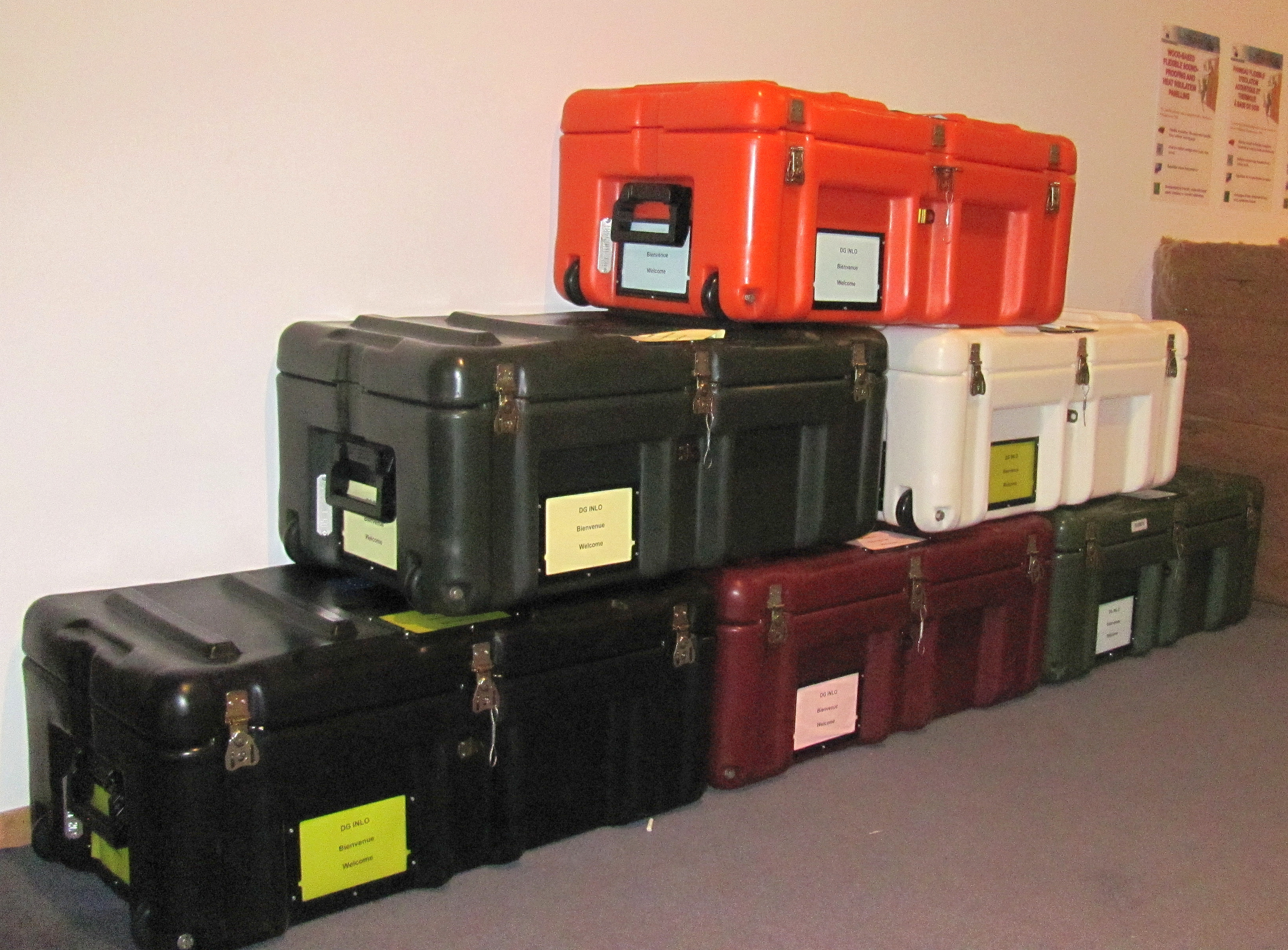
Les caixes de «mudança» del Parlament Europeu, conegudes com a cantines, preparades per ser transportades de Brussel·les a Estrasburg per una sessió plenària. El PE es desplaça mensualment per complir amb l'obligació de reunir-se a França.

El Parlament té 20 comissions permanents d'entre 25 i 73 diputats cadascuna (reflectint la composició política de l'assemblea), incloent-hi un president, una mesa i una secretaria. Es reuneixen dues vegades al mes per elaborar, esmenar i adoptar propostes legislatives i informes per presentar al Ple. En teoria, els relators d'una comissió han de presentar el punt de vista de la comissió en general, tot i que hi ha hagut casos en els quals no ho han fet. Per exemple, en la seqüència d'esdeveniments que desembocà en la dimissió de la Comissió Santer, el relator s'oposà a la Comissió de Control Pressupostari, que havia optat per aprovar el pressupost en una votació molt ajustada, i exhortà el Parlament a rebutjar-lo.
Les comissions també poden crear subcomissions (com ara la Subcomissió de Drets Humans) i comissions temporals per tractar un tema en concret (per exemple, l'entrega extraordinària). Els presidents de les comissions coordinen la seva feina mitjançant la Conferència de Presidents de Comissió. La introducció del procediment de codecisió expandí el poder del Parlament en diversos àmbits, principalment els que pertoquen a la Comissió de Medi Ambient, Salut Pública i Seguretat Alimentària. Abans, els eurodiputats la veien com a «comissió Ventafocs», però a mesura que anà adquirint importància, la comissió esdevingué més professional i rigorosa, cosa que feu que la seva feina despertés cada vegada més interès.

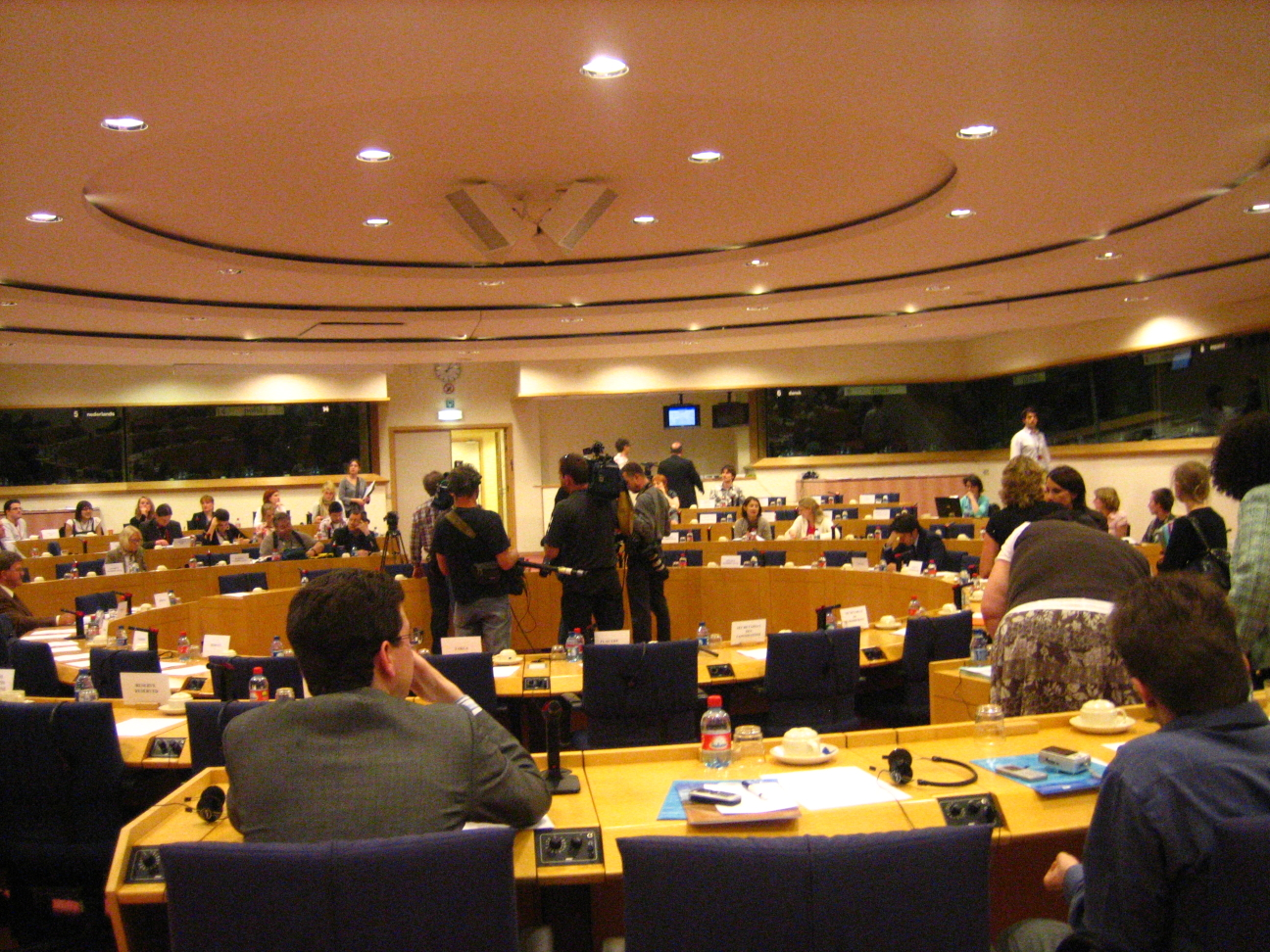
Una sala de comissions del Parlament

La naturalesa de les comissions difereix de la de les seves homòlogues nacionals. Amb entre vuit i dotze membres i tres o quatre treballadors de suport, les comissions del Parlament Europeu són més petites que les del Congrés dels Estats Units, però més grans que les dels estats membres de la UE. Si ho necessita, el Parlament també pot fer ús d'una quantitat considerable de recursos administratius, arxivístics i d'investigació.
Les delegacions del Parlament Europeu es formen de manera similar i s'encarreguen de mantenir relacions amb parlaments de fora de la UE. Hi ha un total de 34 delegacions compostes d'una quinzena de diputats. Igual que els presidents de comissió, els presidents de delegació col·laboren en una conferència. Les delegacions poden ser delegacions interparlamentàries (que mantenen relacions amb parlaments de fora de la UE), comissions parlamentàries mixtes (que es relacionen amb els parlaments d'estats candidats o associats a la UE), la delegació a l'Assemblea Parlamentària Paritària ACP-UE i la delegació a l'Assemblea Parlamentària Euromediterrània. Els eurodiputats també participen en altres activitats internacionals, com ara l'Assemblea Parlamentària Euro-Llatinoamericana, el Diàleg Transatlàntic de Legisladors i la supervisió d'eleccions a països tercers.

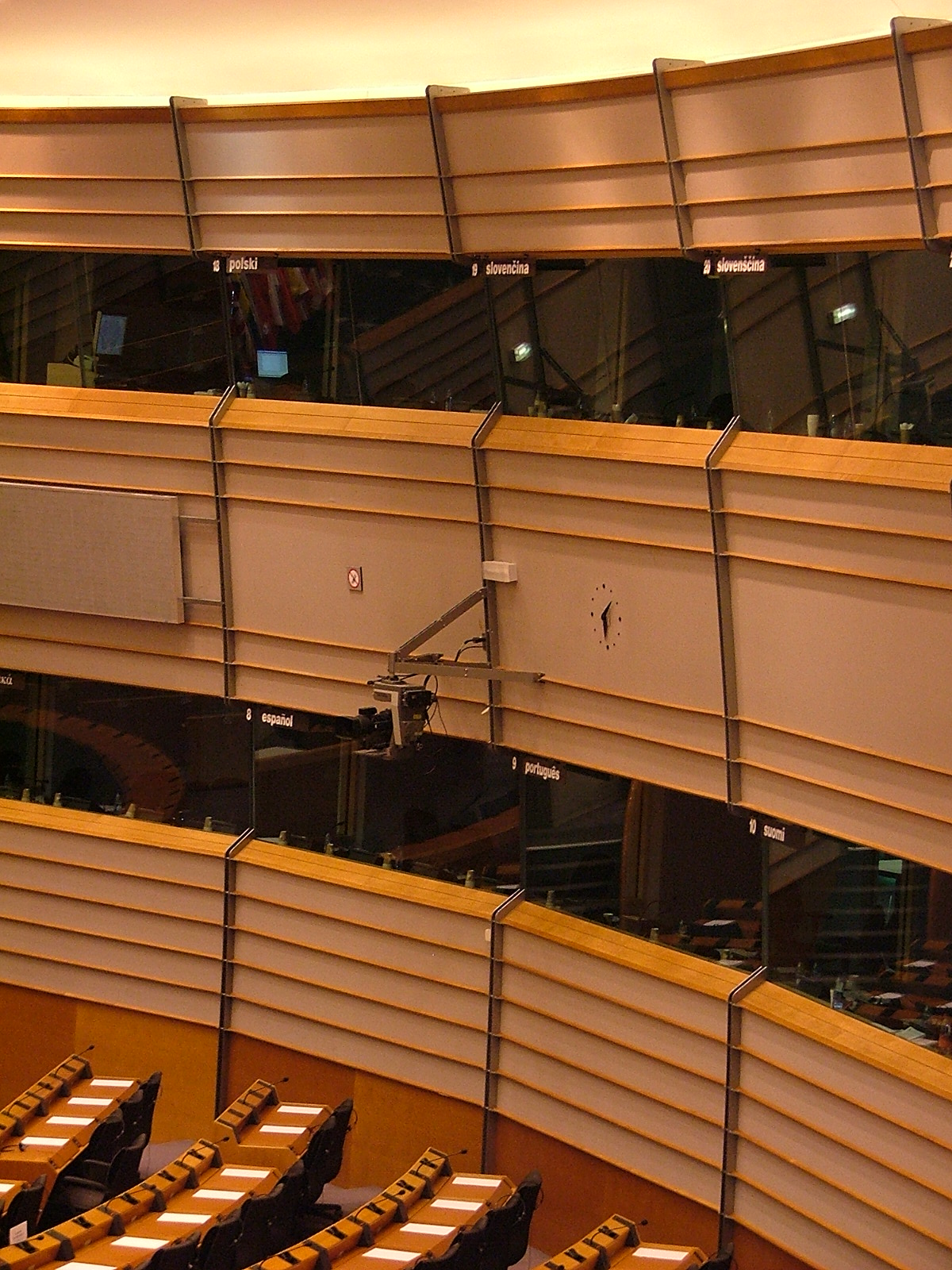
Els debats de l'assemblea són interpretats en 24 llengües diferents.

### Intergrups
Els intergrups del Parlament Europeu són fòrums informals que permeten a eurodiputats de diferents grups polítics debatre qualsevol tema. No representen el punt de vista del Parlament. El seu objectiu és doble: tractar temes que impliquin diverses comissions i facilitar una discussió informal. El seu secretariat diari pot ser gestionat per l'oficina dels eurodiputats o per grups d'interès, siguin lobbys empresarials o ONG. L'accés preferent als eurodiputats del qual gaudeixen les entitats que gestionen els secretariats podrien ser una de les causes de la proliferació dels intergrups a la dècada del 1990. La seva regulació actual és molt estricta. El suport financer directe o indirecte (per exemple, amb aportacions de personal) s'ha comunicar de manera oficial mitjançant una declaració d'interessos financers. Els intergrups es formen o renoven al principi de cada legislatura seguint un procés específic. Cal el suport d'almenys tres grups polítics per constituir o renovar un intergrup. Els grups poden donar suport a un nombre limitat de propostes segons la seva mida (per exemple, a la VIII Legislatura, els grups del PPE i S&D podien impulsar 22 propostes, mentre que els Verds/ALE i l'ELDD només en podien defensar 7).

### Traducció i interpretació

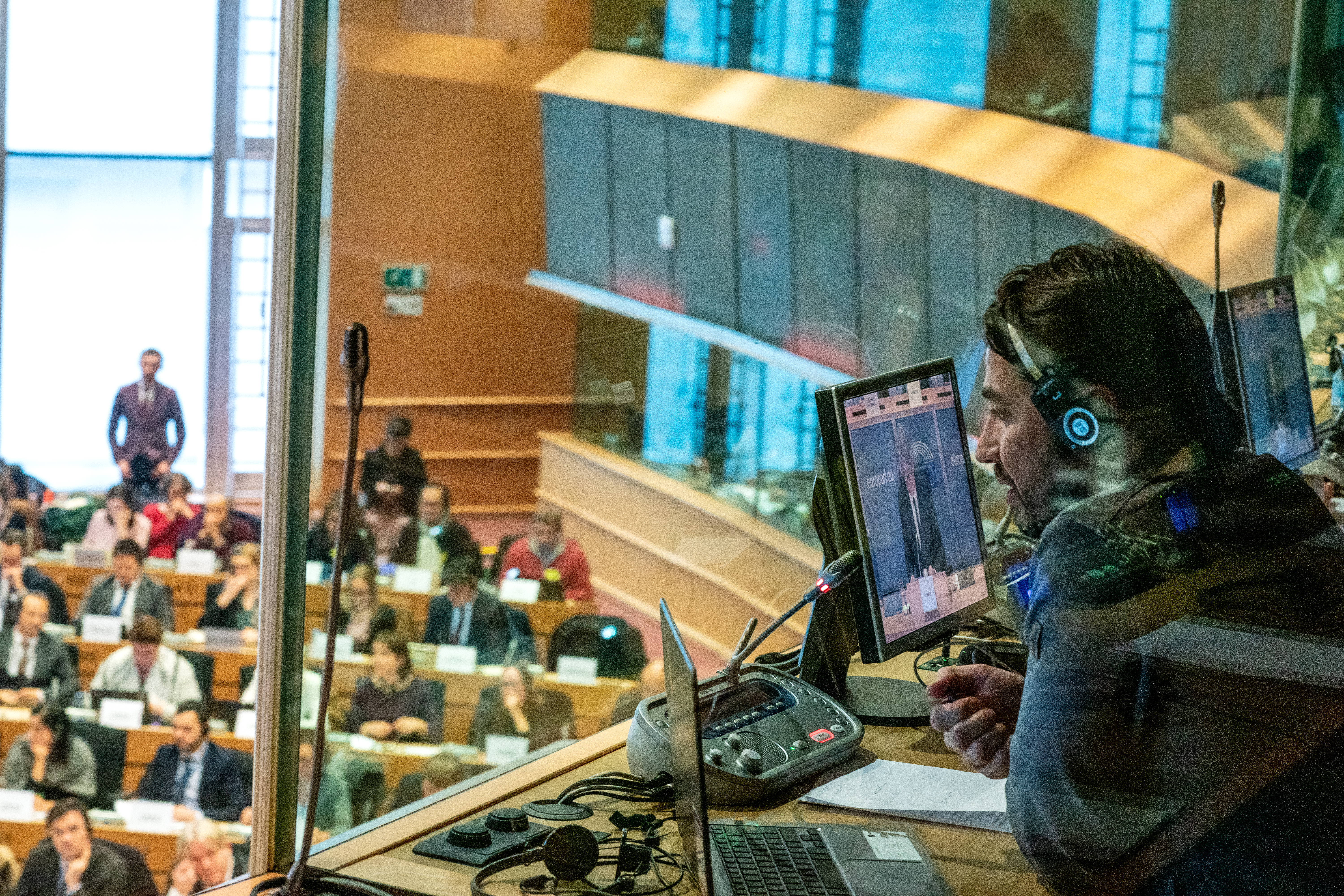
Intèrpret en una audiència d'una comissió per a la confirmació de Thierry Breton com a comissari el 2019

Els oradors que intervenen al Parlament Europeu poden fer-ho en qualsevol de les 24 llengües oficials de la UE, que van des de l'anglès i l'alemany fins al maltès i l'irlandès. Hi ha un servei d'interpretació simultània a tots els plens. Tots els textos legislatius finals es tradueixen. Amb un total de 24 llengües, el Parlament Europeu és el més multilingüe del món, així com l'organització que té més intèrprets en plantilla (350 a temps complet i 400 autònoms per als pics de demanda). Els ciutadans també es poden dirigir al Parlament en basc, català i gallec.
Els intèrprets solen traduir els debats d'una llengua estrangera a la seva llengua materna. Tanmateix, a causa de la gran varietat d'idiomes que es fan servir, des del 1995 a vegades ho fan en el sentit contrari. A més, de tant en tant cal interpretar discursos en llengües petites passant per un tercer idioma (per exemple, a l'hora de traduir de l'estonià al maltès). La complexitat dels temes que es discuteixen fa que els debats no es tradueixin literalment. Els intèrprets han de transmetre el significat polític de les intervencions sense que hi influeixi el seu propi punt de vista. Això requereix un coneixement detallat de la política i la terminologia del Parlament, així com molta preparació (per exemple, llegint els documents en qüestió). La feina dels intèrprets es complica quan els eurodiputats diuen paraulotes, bromes o jocs de paraules i quan parlen massa ràpid.
Hi ha diputats que veuen parlar en la seva pròpia llengua com una part important de la seva identitat que facilita la seva participació en els debats. Tanmateix, n'hi ha d'altres que han criticat el cost de la interpretació. Un informe elaborat per l'eurodiputat Alexander Stubb el 2006 subratllà que, si només es fessin servir l'anglès, el francès i l'alemany, el cost baixaria de 118.000 € a 8.900 € al dia (per a 21 idiomes, car aleshores encara no es feien servir el romanès, el búlgar i el croat).
A causa del seu ampli ús, molts consideren que l'anglès seria la llengua única ideal. Tot i això, hi hagué una petita campanya per convertir el francès en llengua única pels textos legals, adduint que és un idioma més clar i precís en temes jurídics. Les traduccions dels debats en totes les llengües oficials de la UE s'han aprofitat per crear el corpus multilingüe Europarl, que sovint es fa servir per entrenar sistemes de traducció automàtica estadística.
L'EuroVoc, un tesaurus multilingüe en l'àmbit de treball de la Unió Europea, és editat pel Parlament Europeu.´

## Cost
Segons el lloc web del Parlament Europeu, la institució tingué un pressupost de 1.383 milions d'euros per al 2016. Les principals categories de despeses eren:
- personal i costos de traducció i interpretació (34%)
- política d'informació, informàtica i telecomunicacions (24%)
- sous, dietes, viatges, oficines i personal dels diputats (23%)
- equipaments (13%)
- activitats dels grups polítics (6%)

Segons un estudi del Parlament Europeu elaborat el 2013, la seu d'Estrasburg comporta una despesa addicional de 103 milions d'euros, mentre que el Tribunal de Comptes xifra en 5 milions el cost dels desplaçaments entre les dues seus.
En comparació, es calcula que el Bundestag, que té 709 diputats, costà un total de 517 milions d'euros el 2018. La Cambra dels Comuns del Regne Unit, que té 650 escons, declarà unes despeses de 249 milions de lliures (279 milions d'euros) per al període 2016-2017.
Segons The Economist, el Parlament Europeu costa més que els parlaments britànic, francès i alemany junts. Es calcula que les despeses de traducció i interpretació representen un quart d'aquest cost (aproximadament 460 milions d'euros), mentre que la doble seu costa 180 milions d'euros anuals. Per poder dur a terme una comparació vàlida, cal deduir aquestes dues categories.
El 2 de juliol del 2018, els diputats rebutjaren unes propostes encaminades a endurir les regles relatives a les dietes per a despeses generals, «un polèmic import mensual de 4.416 euros que reben els diputats per cobrir les despeses d'oficina i d'altres tipus sense haver d'aportar proves de com s'han gastat els diners».

## Seu

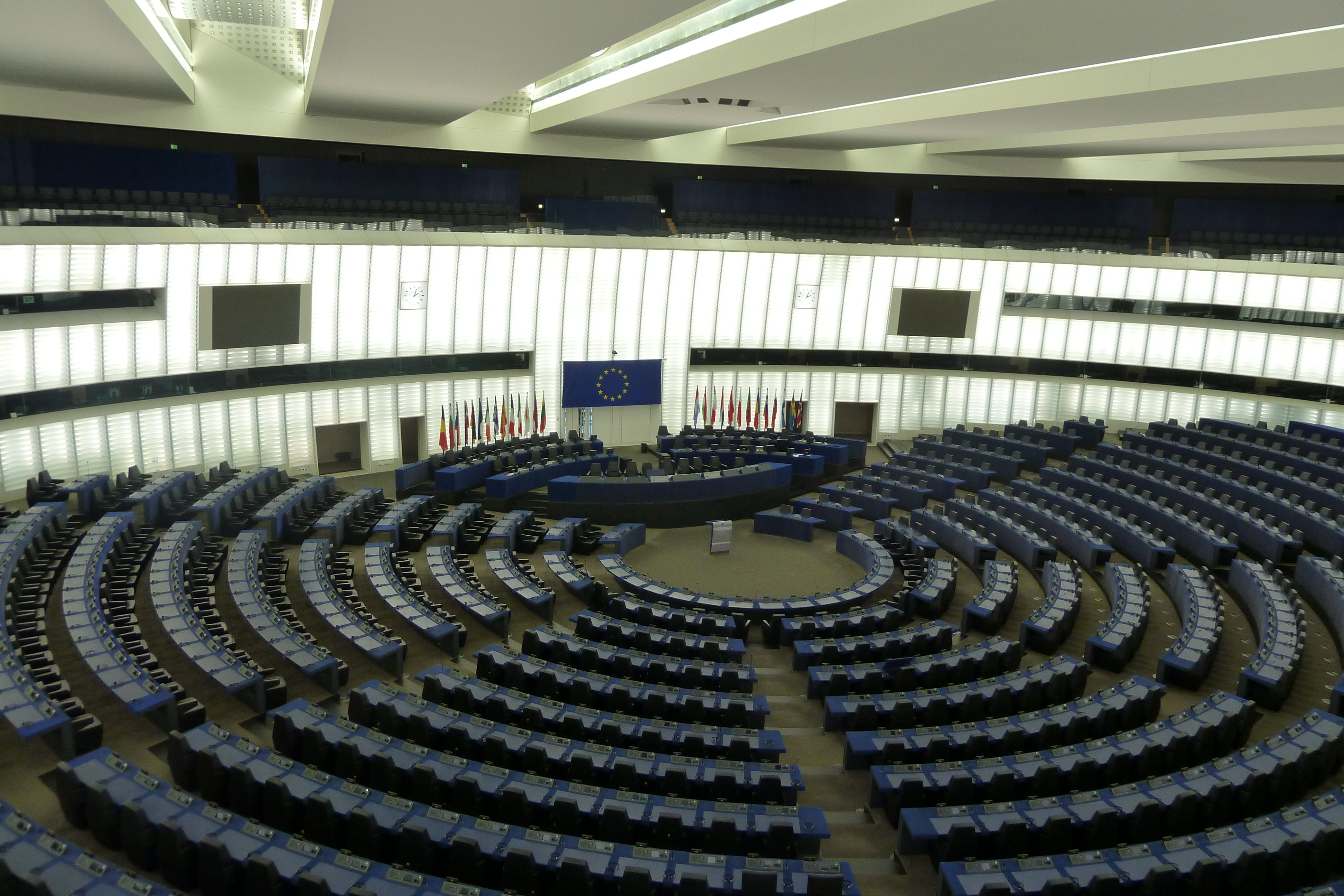
L'edifici Louise Weiss, a Estrasburg (França)

Les seus del Parlament es reparteixen per tres ciutats i ocupen molts edificis diferents. Un protocol adjunt al Tractat d'Amsterdam estableix que s'han d'organitzar dotze sessions a Estrasburg (cap a l'agost, però dues al setembre), que és la seu oficial del Parlament, mentre que les altres sessions i les reunions de les comissions se celebren a Brussel·les. La Secretaria del Parlament Europeu es troba a Luxemburg. El Parlament Europeu és una de les poques assemblees del món que tenen més d'un lloc de reunió i que no tenen la potestat d'elegir la seva seu.
Com que França i Alemanya s'enfrontaren diverses vegades per la regió al voltant d'Estrasburg, la seu d'aquesta ciutat és vista com a símbol de la reconciliació dels dos països. Tanmateix, s'ha posat en dubte la conveniència que el Parlament tingui dues seus. Malgrat que Estrasburg és la seu oficial i també alberga el Consell d'Europa (amb el qual el Parlament «fomenta constantment la col·laboració»), Brussel·les és on es troben gairebé totes les altres grans institucions de la UE i on es duu a terme gran part de la feina del Parlament. Així doncs, Estrasburg és la seu principal, però també la més criticada, tot i que hi ha gent que voldria que es convertís en capital única.
Els detractors de la doble seu del Parlament l'han titllat de circ ambulant. Existeix un moviment fort per convertir Brussel·les en seu única, car la presència de les altres institucions polítiques (la Comissió, el Consell i el Consell Europeu) fa que sigui vista com a «capital» de la UE. Aquest moviment ha rebut el suport ferm de moltes personalitats, incloent-hi Margot Wallström, vicepresidenta primera de la Comissió entre el 2004 i el 2010, que afirmà que «allò que una vegada fou un símbol molt positiu de la reunió de França i Alemanya al si de la UE s'ha convertit en un símbol negatiu —de la malversació, la burocràcia i la bogeria de les institucions de Brussel·les». Els Verds també s'han queixat del cost ambiental. Un estudi dirigit pels eurodiputats Jean Lambert i Caroline Lucas indicà que, a més dels 200 milions d'euros que costa tenir dues seus, l'emissió de 20.268 tones de diòxid de carboni addicionals soscava completament els esforços ambientals del Parlament i la Unió. La campanya també compta amb el suport d'una petició en línia llançada per l'eurodiputada Cecilia Malmström, que ha reunit més d'un milió de signatures. L'agost del 2014, el Tribunal de Comptes Europeu calculà que transferir la seu del Parlament Europeu d'Estrasburg a Brussel·les permetria un estalvi anual de 113,8 milions d'euros.
El 2006 es denunciaren irregularitats en el preu que Estrasburg cobrava per llogar edificis al Parlament, al·legacions que embrutaren encara més la imatge de la ciutat. Un sondeig d'eurodiputats revelà que el 89% dels enquestats voldrien una única seu, sent Brussel·les la preferida en el 81% dels casos. Un altre estudi fixà el suport per una seu única al 68%. Tanmateix, la seu del Parlament està establerta als tractats, de manera que només es pot canviar amb l'acord unànime del Consell. Això fa que un sol país, com per exemple França, pugui vetar-hi qualsevol canvi. L'expresident de França Nicolas Sarkozy digué que la seu francesa «no és negociable» i que no tenia cap intenció de renunciar-hi. A principis del 2011, el Parlament es pronuncià a favor de suprimir una de les sessions d'Estrasburg organitzant-ne dues en una setmana. La reacció oficial de l'alcalde d'Estrasburg fou: «contraatacarem fent servir la força de l'adversari a favor nostre, tal com ho faria un judoka». A juliol del 2011 ja hi havia una majoria absoluta d'eurodiputats a favor d'una seu única. Com que França ha deixat clara la seva intenció de vetar el trasllat a Brussel·les, alguns eurodiputats han proposat fer desobediència civil negant-se a desplaçar-se a Estrasburg cada mes.

## Relacions amb la societat civil
Des de principis del segle xxi, les institucions europees s'han compromès a fomentar un esperit de transparència, obertura i informació sobre la seva feina. La transparència es considera una part especialment important de l'acció de les institucions europees, així com un principi general de la legislació de la UE que cal aplicar a les activitats de les seves institucions per reforçar les credencials democràtiques de la Unió. Els principis generals d'obertura i transparència es reafirmen als articles 8 A, apartat 3 i 10.3 del Tractat de Lisboa i el Tractat de Maastricht, respectivament: «[q]ualsevol ciutadà té dret a participar en la vida democràtica de la Unió. Les decisions s'adopten de la
manera més oberta possible i tan a prop dels ciutadans com sigui possible». A més a més, tots dos tractats reconeixen la importància del diàleg entre ciutadans, les associacions representatives, la societat civil i les institucions europees.

### Diàleg amb les associacions religioses i no confessionals
L'article 17 del Tractat de Funcionament de la Unió Europea (TFUE) estableix la base jurídica d'un diàleg obert i transparent entre les institucions europees i les esglésies, les associacions o comunitats religioses i les organitzacions filosòfiques i no confessionals. El juliol del 2014, al principi de la VIII Legislatura, l'aleshores president del Parlament Europeu, Martin Schulz, encarregà a Antonio Tajani, aleshores vicepresident, que posés en marxa el diàleg amb les organitzacions religioses i confessionals previst a l'article 17. El Parlament Europeu organitza conferències sobre el diàleg interreligiós, centrant-se en els problemes actuals i els temes relacionats amb la feina del Parlament.

### Mediador per a casos de sostracció internacional de menors pels seus progenitors
El càrrec de Mediador del Parlament Europeu per a casos de sostracció internacional de menors pels seus progenitors fou creat el 1987 per iniciativa de l'eurodiputat britànic Charles Henry Plumb, amb l'objectiu d'ajudar els fills de matrimonis internacionals que hagin estat sostrets per un dels seus progenitors. El Mediador troba solucions negociades que protegeixin els interessos dels menors abduïts per un dels seus progenitors, independentment de l'estat civil de la parella. Mairead McGuinness ocupa el càrrec des del 2014. La funció principal del Mediador és ajudar els pares a trobar la millor solució per al menor a través de la mediació. Actua a petició dels ciutadans i, després d'avaluar la sol·licitud, emprèn un procediment de mediació amb l'objectiu d'assolir un acord. Aquest acord s'oficialitza una vegada l'han signat les dues parts i el Mediador. Jurídicament, es considera un contracte privat entre les parts. El Parlament Europeu ofereix el suport jurídic necessari perquè les parts puguin arribar a un acord robust basat en la legalitat i l'equitat. El pacte pot ser ratificat pels tribunals estatals competents i posar les bases d'una separació o un divorci per consens.

## Servei de Recerca
El Servei de Recerca del Parlament Europeu (EPRS) és el departament de recerca i laboratori d'idees del Parlament. Ofereix als eurodiputats i les comissions parlamentàries anàlisis independents, objectives i autoritzades de qüestions polítiques relacionades amb la Unió Europea per assistir-los en el seu treball parlamentari. Un altre dels seus objectius és millorar la capacitat dels eurodiputats i les comissions de controlar i supervisar la Comissió Europea i la resta d'òrgans executius de la Unió.
L'EPRS pretén oferir un ampli ventall de productes i serveis amb el suport d'experts interns i fonts de coneixement en tots els àmbits polítics. En aquest sentit, la seva finalitat és apoderar els eurodiputats i les comissions amb coneixement i contribuir a l'eficàcia i influència del Parlament com a institució. Per mitjà d'aquesta feina, l'EPRS ajuda a divulgar la feina que duu a terme el Parlament entre el públic, incloent-hi el diàleg amb les parts interessades pertinents en el sistema de governança a diversos nivells de la Unió. Les publicacions de l'EPRS es poden consultar a través de la plataforma EP Think Tank.

## Eurobaròmetre
El Parlament Europeu encarrega periòdicament enquestes i estudis de les tendències d'opinió pública per conèixer les idees i expectatives que els ciutadans tenen de la seva feina i les activitats de la Unió Europea en general. Entre els temes que s'analitzen hi ha la idea que tenen els ciutadans del paper del Parlament Europeu, el seu coneixement de la institució, el seu sentiment de pertinença a la Unió Europea, les seves opinions sobre les eleccions europees i la integració, la identitat, la ciutadania i els valors polítics d'Europa, així com temes d'actualitat com ara el canvi climàtic, l'economia i la política. Les anàlisis de l'Eurobaròmetre volen oferir una visió global de les situacions nacionals, les particularitats regionals, les divisions sociodemogràfiques i les tendències històriques.

## Premis

### Premi Sàkharov

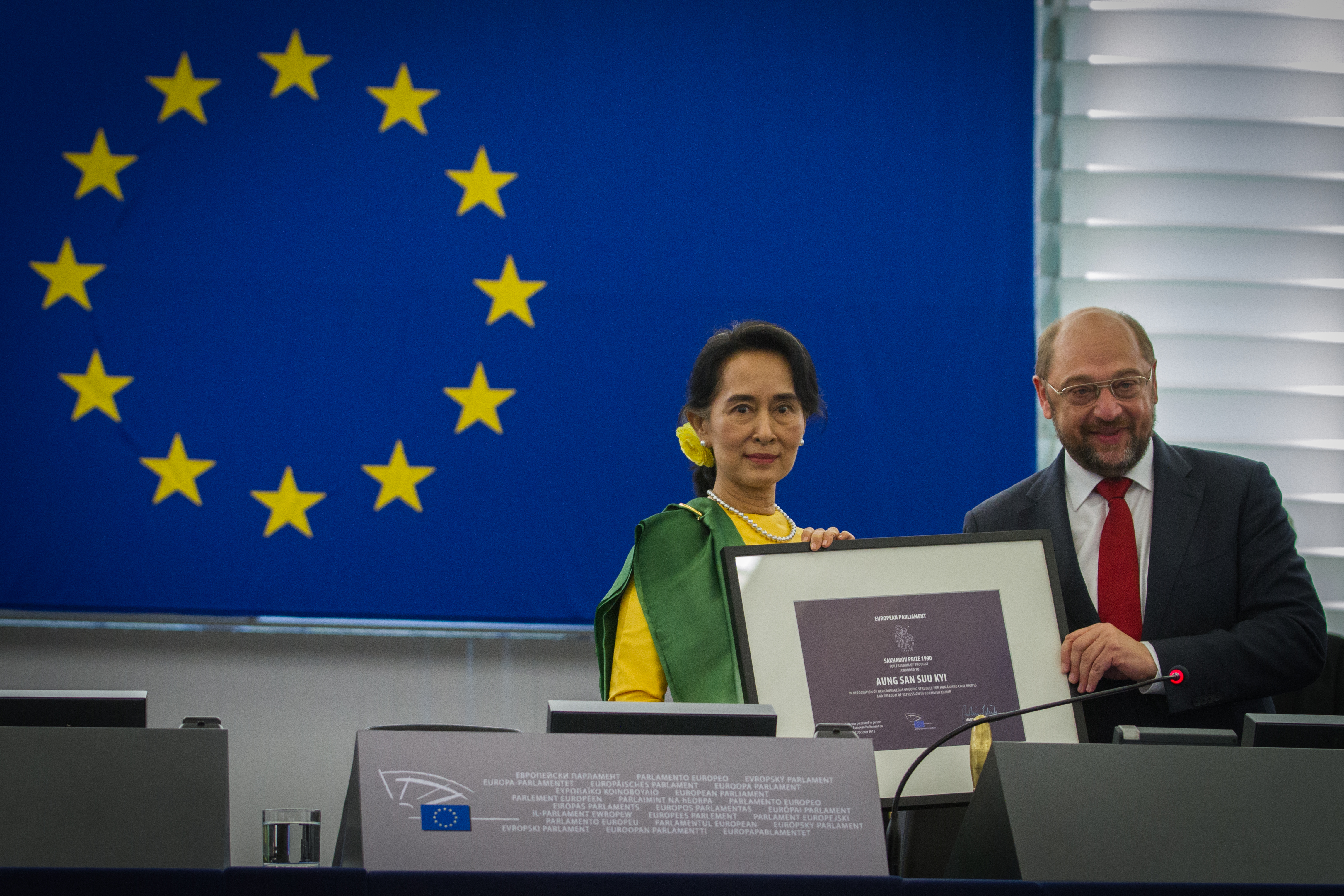
Martin Schulz entrega el Premi Sàkharov a Aung San Suu Kyi el 2013.

A través del Premi Sàkharov a la Llibertat de Consciència, creat el 1988, el Parlament Europeu dona suport als drets humans premiant persones que ajuden a promoure els drets humans arreu del món, amb l'objectiu de conscienciar sobre les violacions dels drets humans. Les seves prioritats inclouen la protecció dels drets humans i les llibertats fonamentals, posant l'accent en la llibertat d'expressió, la protecció dels drets de les minories, el compliment del dret internacional i el desenvolupament de la democràcia i l'estat de dret.

### Premi Europeu Carlemany de la Joventut
El Premi Europeu Carlemany de la Joventut vol fomentar la participació dels joves en el procés d'integració europea. És concedit pel Parlament Europeu i la Fundació del Premi Nacional Carlemany d'Aquisgrà a projectes juvenils que tinguin com a objectiu el desenvolupament d'una identitat i una ciutadania europees comunes.

### Premi Ciutadà Europeu
El Premi Ciutadà Europeu és concedit pel Parlament Europeu a activitats i accions dutes a terme per ciutadans i associacions per promoure la integració entre els ciutadans d'estats membres de la UE i projectes de cooperació transnacional en el si de la UE.

### Premi LUX
Des del 2007, el Parlament Europeu ha concedit el Premi LUX a pel·lícules que tractin sobre temes d'actualitat en l'àmbit europeu i promoguin una reflexió sobre Europa i el seu futur. Amb el pas del temps, el Premi LUX ha esdevingut un guardó cinematogràfic de gran prestigi que dona suport al cinema europeu i les seves produccions fins i tot fora de la UE.

### Premi de Periodisme Daphne Caruana Galizia
Des del 2021, el Premi de Periodisme Daphne Caruana Galizia del Parlament Europeu distingeix les obres de periodisme excepcional que reflecteixin els valors de la UE. Té una dotació de 20.000 euros i el primer guardonat serà anunciat l'octubre del 2021. Fou anomenat en honor de Daphne Caruana Galizia, una periodista maltesa que fou assassinada al seu país el 16 d'octubre del 2017.